# Obwód moskiewski

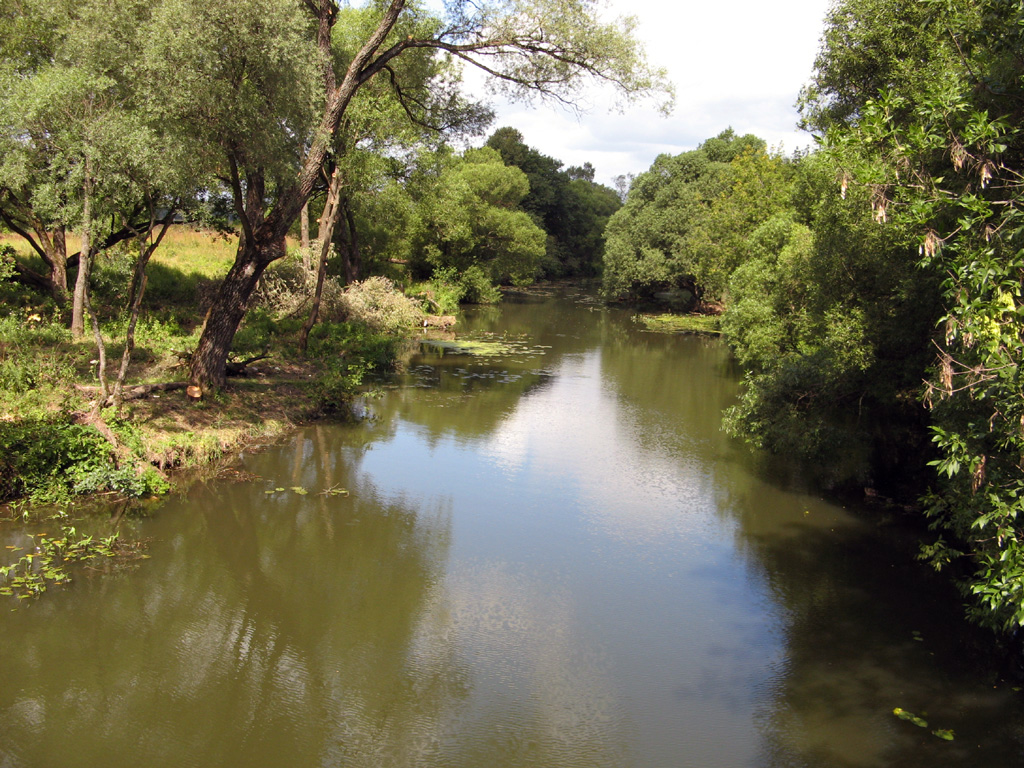
Krajobraz regionu

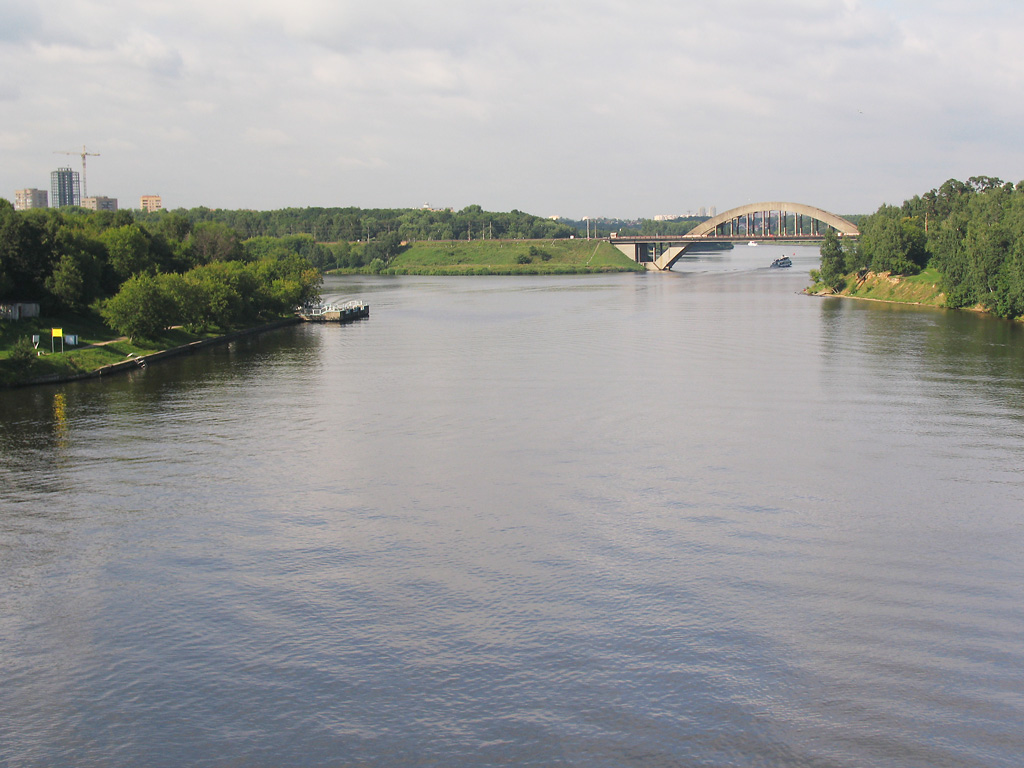
Krajobraz regionu

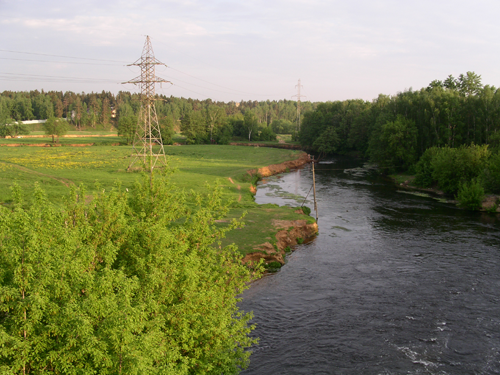
Krajobraz regionu – rzeka Piechorka

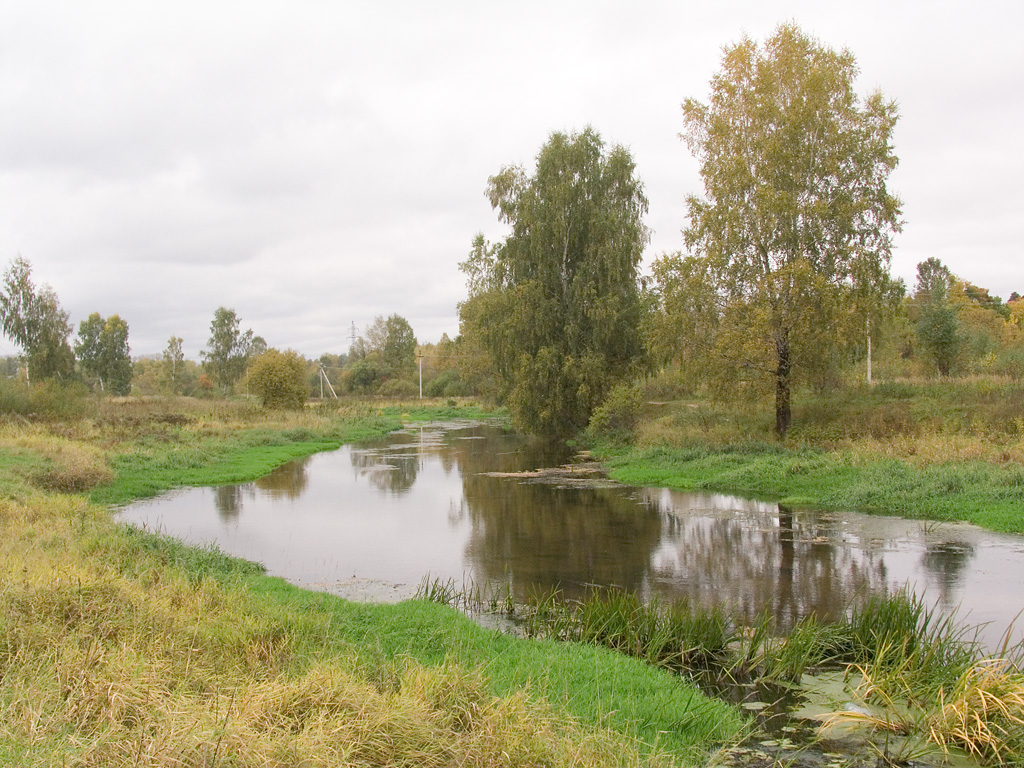
Krajobraz regionu – rzeka Ucza

Obwód moskiewski (ros. Московская область, potocznie Подмосковье – czyt. Podmoskowje) – jednostka administracyjna Federacji Rosyjskiej, położona w zachodniej części kraju, dookoła stolicy państwa – Moskwy, która jednak w skład obwodu nie wchodzi i stanowi odrębny podmiot Federacji.

## Geografia

### Położenie i powierzchnia
Obwód moskiewski zajmuje obszar 45 800 km². Region leży we wschodniej Europie, w centralnej części Niziny Wschodnioeuropejskiej w międzyrzeczu Oki i Wołgi. Rozciąga się między 54° i 57° szerokości geograficznej północnej, 35° i 40° długości geograficznej wschodniej.
Granice:
- na północnym zachodzie i północy – z obwodem twerskim
- na północy – z obwodem jarosławskim
- na północnym wschodzie i wschodzie – z obwodem włodzimierskim
- na południowym wschodzie – z obwodem riazańskim
- na południu – z obwodem tulskim
- na południowym zachodzie – z obwodem kałuskim
- na zachodzie – z obwodem smoleńskim
- W centrum obwodu znajduje się miasto Moskwa, nie wchodzące w skład obwodu i stanowiące odrębny podmiot Federacji Rosyjskiej.

#### Przynależność administracyjna
Pod względem administracyjnym obwód moskiewski wchodzi w skład utworzonego w 2000 Centralnego Okręgu Federalnego.

### Strefa czasowa
Obwód moskiewski należy do moskiewskiej strefy czasowej (MSK): do 25 października 2014 UTC+04:00 przez cały rok, od 26 października 2014 UTC+03:00 przez cały rok.
Jeszcze wcześniej, przed 27 marca 2011 roku, obowiązywał czas standardowy (zimowy) strefy UTC+03:00, a czas letni – UTC+04:00.

### Rzeźba terenu
Powierzchnia obwodu ma w przeważającej mierze charakter równinny, jedynie w części zachodniej teren jest bardziej pagórkowaty, a wysokości dochodzą do 160 m n.p.m.
Z południowego zachodu na północny wschód obwodu przebiega linia, będąca niegdyś granicą ostatniego zlodowacenia. Na północ od niej występują liczne formy terenu powstałe w wyniku działalności lodowca (m.in. morenowe grzędy); na południu, gdzie także kiedyś sięgał lodowiec, jednak było to w znacznie odleglejszej przeszłości, ślady po zlodowaceniach zostały w dużej mierze zlikwidowane przez erozję.
Prawie cały zachód i północ regionu zajmuje Wyżyna Moskiewska, będąca częścią Wyżyny Smoleńsko-Moskiewskiej, w rzeźbie której wyraźnie wycięte są szerokie doliny rzeczne. Najwyżej, bo do ok. 300 m n.p.m. teren wznosi się w okolicy Dmitrowa (tzw. grzęda klińsko-dmitrowska), zaś najwyższy punkt obwodu – 310 m n.p.m. znajduje się nieopodal wsi Szapkino, w rejonie możajskim. Północne stoki Wyżyny Moskiewskiej są znacznie bardziej strome, niż stoki południowe. Na wyżynie znajdują się liczne, zwykle niezbyt wielkie jeziora pochodzenia lodowcowego.
Bardziej na południe rozciąga się płaska i silnie zabagniona Nizina Górnowołżańska, której wysokość nie przekracza 150 m.
Na południu regionu znajduje się pagórkowaty teren niziny Moskworzecko-Ockiej, której najwyższy punkt ma wysokość 255 m. Tutaj także doliny rzeczne są ostro wycięte, zwłaszcza na południu.
Na południowych skrajach obwodu, za Oką rozciągają się dość wysokie (powyżej 200 m; maksymalnie 238 m) tereny będące północnymi rubieżami Wyżyny Środkoworosyjskiej.
Duże tereny na wschodzie obwodu zajmuje też Nizina Mieszczorska, która jest dość silnie zabagniona, zwłaszcza w części wschodniej. Tereny te leżą na wysokości ok. 120–150 m n.p.m., zaś najwyższy punkt tejże wyżyny ma wysokość 172 m n.p.m. Na nizinie tej sieć dolin rzecznych jest słabiej odznaczona; występują tutaj także dość liczne jeziora, niemal wszystkie pochodzenia lodowcowego. Właśnie na Nizinie Mieszczorskiej położony jest najniższy punkt obwodu (97 m n.p.m.).

### Geologia
Na terenie obwodu moskiewskiego prawie nie istnieją utworzy trzeciorzędowe, są natomiast szeroko rozprzestrzenione osady z wcześniejszych okresów geologicznych.
W okresie kredowym na części dzisiejszego obwodu istniało morze, o czym świadczy obecność fosforytów i różnorakich piasków. Pokłady kredowe istnieją na północy obwodu. W okresie jurajskim morze to powiększyło swe rozmiary; jego pozostałością są m.in. czarne gliny. Pozostałości okresu karbońskiego widoczne są zwłaszcza na zachodzie i południu regionu; są nimi m.in. wapienie i margle.

### Klimat
W obwodzie moskiewskim panuje klimat umiarkowany chłodny kontynentalny, charakteryzujący się krótkim, upalnym latem i długą, mroźną zimą. Kontynentalne cechy lokalnego klimatu narastają w miarę posuwania się na południowy wschód obwodu.

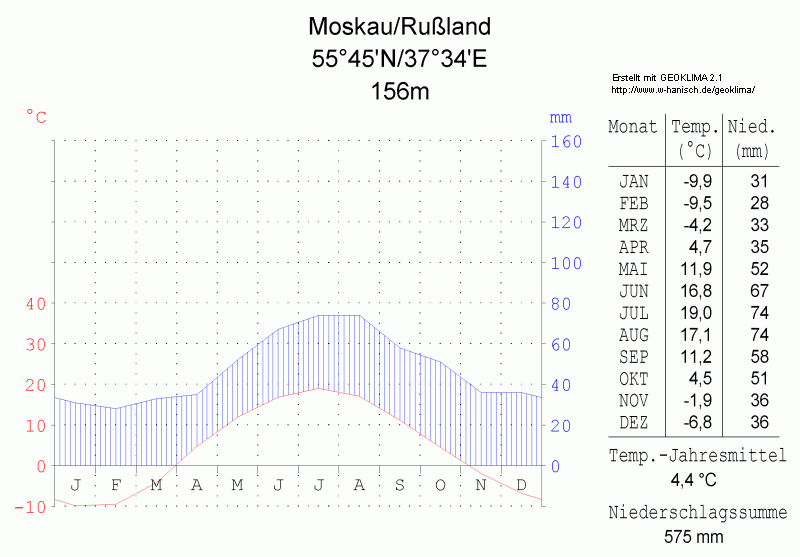
Diagram ukazujący temperatury i wielkość opadów w regionie na przykładzie leżącej w jego centrum Moskwy (administracyjnie nie wchodzącej w skład obwodu)

#### Temperatura
Okres ze średnią dobową temperaturą poniżej
0 °C trwa ok. 120–135 dni; zaczyna się on w połowie listopada i trwa zwykle do końca marca. Średnia temperatura w obwodzie waha się (zależnie od rejonu) od 2,7 do 3,8 °C. Najchłodniejszym miesiącem jest styczeń – średnia temperatura w tym okresie wynosi od –10 °C (na zachodzie regionu) do –11 °C (na wschodzie). Corocznie w regionie notuje się różnej długości okres silnych mrozów, gdy temperatura spada poniżej −20 °C (nocami nawet do –45 °C). Chłody te przynosi arktyczny wyż, zaś okresy o tak niskiej temperaturze trwają różną liczbę dni, w skrajnych przypadkach nawet 40. Najniższa zanotowana temperaturę w regionie zmierzono w Naro-Formińsku i było to −54 °C. Charakterystyczne dla lokalnego klimatu w zimie są częste ocieplenia, przynoszone przez atlantyckie (rzadziej śródziemnomorskie) niże; temperatury zbliżają się wtedy do 0 °C, a w ciągu dnia niekiedy je przekraczają. Okresy te trwają zwykle ok. 4 dni, występują zwykle w grudniu i lutym i zdarzają się (średnio) 15 razy w ciągu zimy.
Śnieg zwykle zaczyna padać w listopadzie, choć zdarzają się lata, iż następuje to dopiero w grudniu, lub przeciwnie – w końcu września. Stała pokrywa śnieżna pojawia się zazwyczaj w końcu listopada, a jej średnia grubość to 25–45 cm; topnieje ona na stałe dopiero w połowie kwietnia, choć czasem zdarza się to już w końcu marca.
Zimą gleba zamarza na głębokość 65–75 cm.
Najcieplejszym miesiącem w regionie jest lipiec; średnia temperatura powietrza w tym okresie wynosi od 17 °C na zachodzie do 18,5 °C na południowym wschodzie obwodu. Najwyższa zmierzona temperatura to 39 °C, zanotowana w Zarajsku.

#### Opady
Średnioroczna wielkość opadów w regionie wynosi 450–650 mm. Najwięcej pada na północnym zachodzie obwodu, zaś najmniej na południowym wschodzie. Większość opadów przypada na ciepłą połowę roku; maksimum przypada na lipiec. W miesiącach letnich spada (średnio) 75 mm deszczu, choć dość regularnie co 25–30 lat zdarzają się silne susze, w czasie których średniomiesięczny opad wynosi poniżej 5 mm.

### Hydrografia

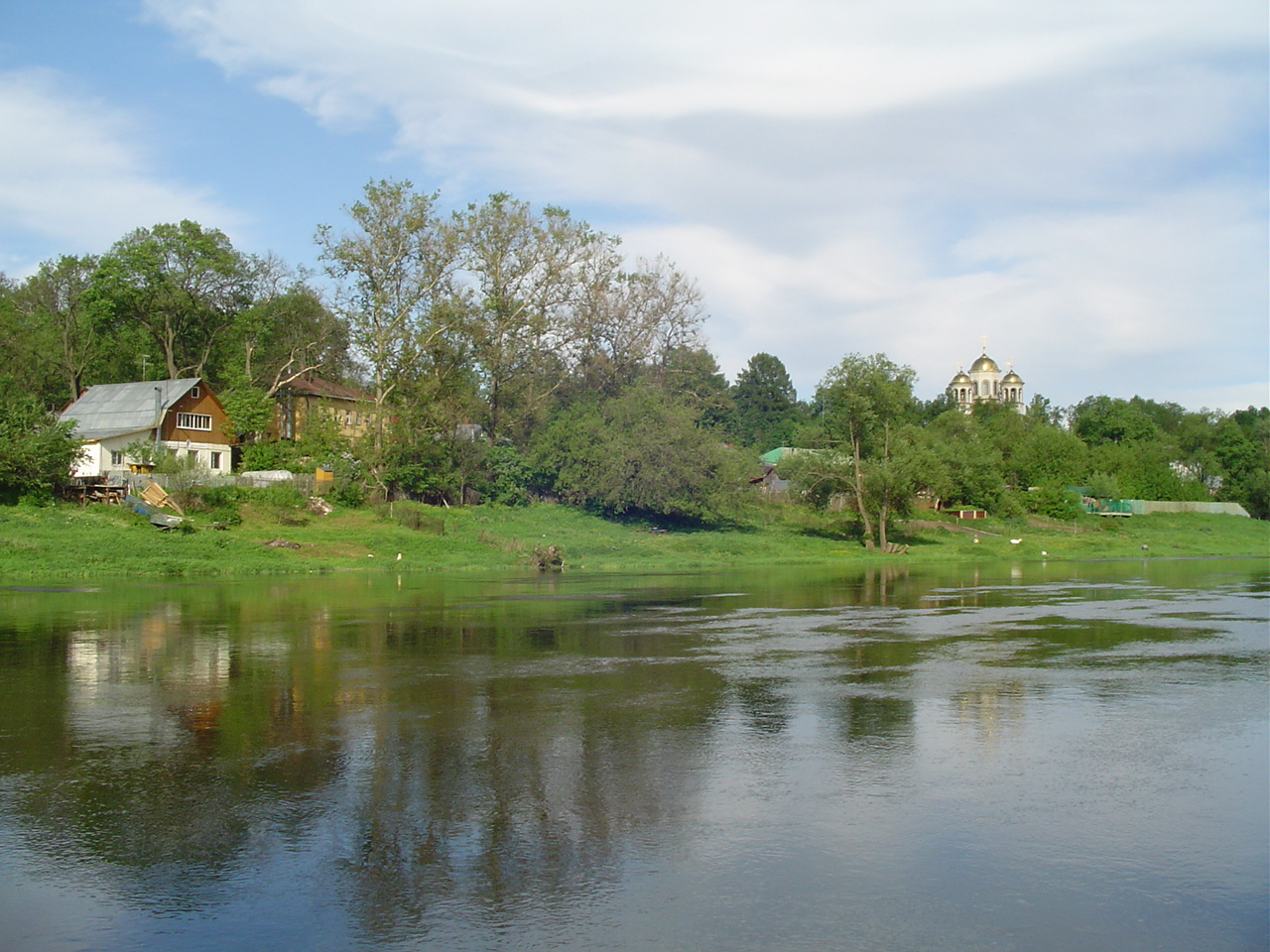
Przepływająca przez region rzeka Moskwa

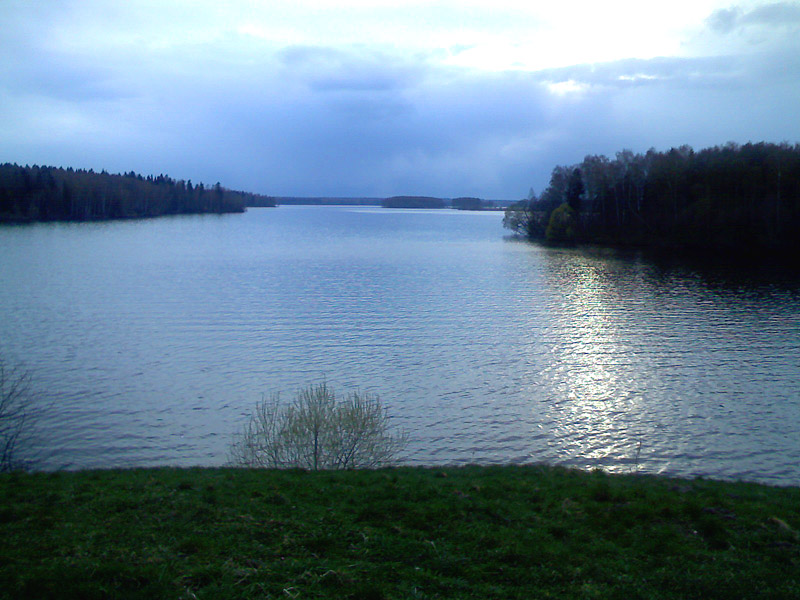
Sztuczne jezioro utworzone na rzece Wiaź

Na terenie obwodu znajduje się wiele rzek i – zwykle niewielkich – jezior; w sumie obszary wód stanowią 0,4% powierzchni regionu. Duża część wód jest uwięziona w postaci bagien.

#### Rzeki
Przez obwód moskiewski przepływa duża liczba cieków wodnych. Samych tylko rzek o długości powyżej 10 km znajduje się tutaj ponad 400. Lokalne rzeki i strumienie należą do zlewisk 4 głównych rzek regionu: Moskwy, Oki, Wołgi i Klaźmy. Ostatecznie wszystkie one znajdują swe ujście w największej rzece Europy – Wołdze, która na krótkim odcinku przepływa przez obszar obwodu (stanowi granicę z obwodem twerskim). Rzeki regionu są typowymi rzekami równinnymi – są szerokie i posiadają dobrze rozbudowane doliny; charakteryzuje je spokojny, niezbyt szybki nurt (zwykle nie szybszy niż 0,5 m/s.). Swoje maksima osiągają wiosną – z topniejących śniegów pochodzi nawet do 60% całej przepływającej nimi wody; najwyższe poziomy wód osiąga Oka – nawet do 15 m. W okresie letnim poziom wody w rzekach jest niski i wzrasta jedynie w okresie silnych opadów.
Rzeki obwodu są przez ok. 5 miesięcy w roku skute lodem – zamarzają zwykle w połowie listopada, a rozmarzają w połowie kwietnia. Grubość pokrywy lodowej dochodzi do 80 cm.
W rzekach tych żyje ok. 30 gatunków ryb, a jako że zdecydowana większość rzek jest nieuregulowana – w porastających ich brzegi zaroślach gnieżdżą się liczne gatunki ptaków i ssaków ziemnowodnych.
Tylko 3 rzeki regionu: Wołga, Oka i Moskwa nadają się do żeglugi.
W wielu miejscach rzeki obwodu przecinają zapory, które spiętrzając wodę tworzą sztuczne jeziora.
Główne rzeki regionu:
- Dubna
- Jachroma
- Klaźma
- Łama
- Łopasnia
- Moskwa
- Nara
- Oka
- Protwa
- Siestra
- Szora
- Wołga

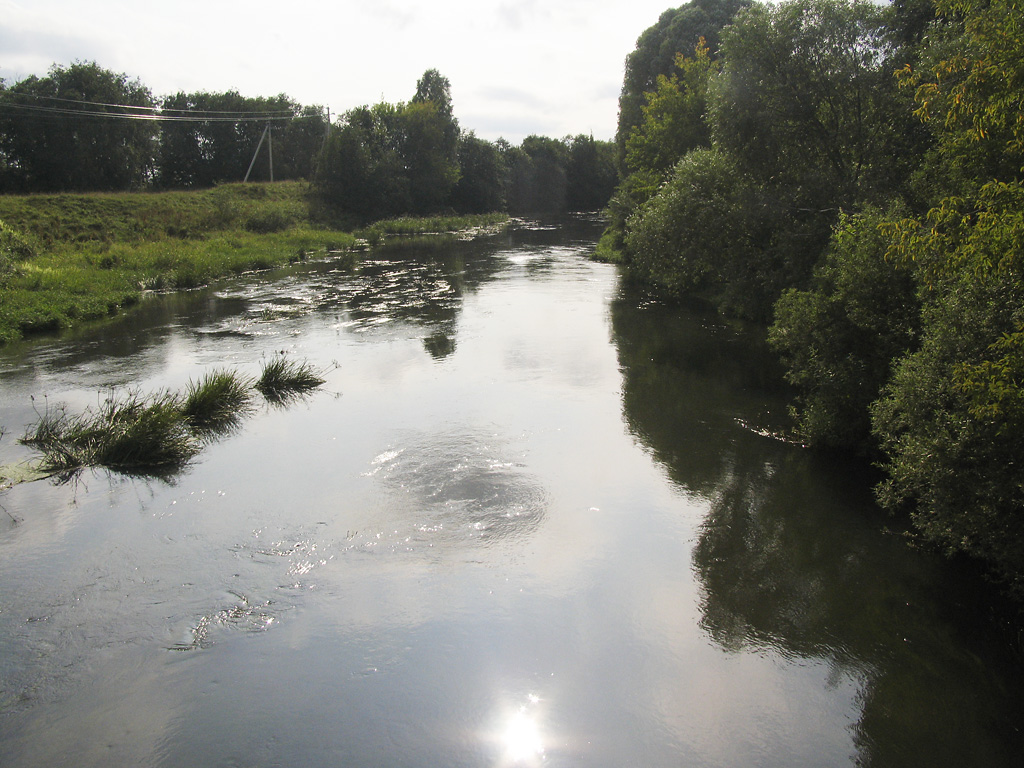
Rzeka Woria

W północnej części obwodu znajduje się ważny szlak wodny – kanał imienia Moskwy, łączący rzekę Moskwę z Wołgą.

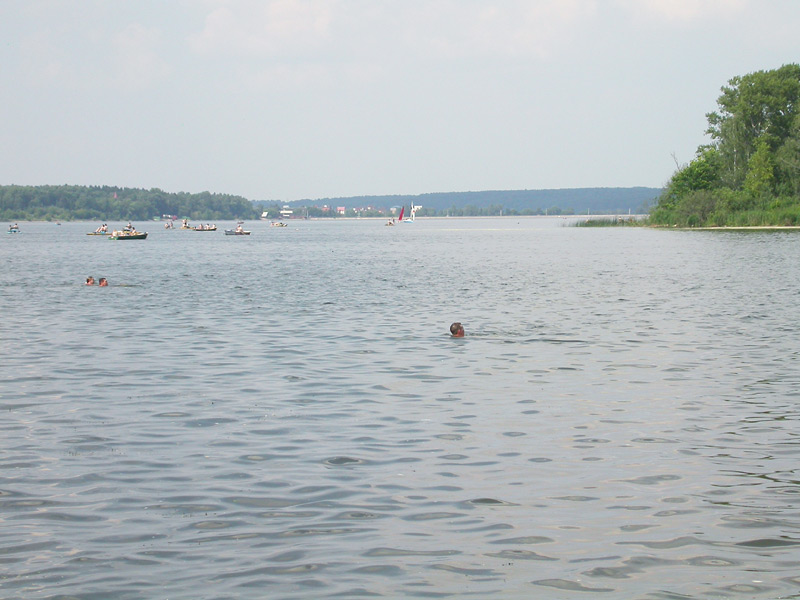
Największe jezioro obwodu – Sienież

#### Jeziora
Na terenie obwodu moskiewskiego znajduje się ok. 350 jezior. Wiele z nich jest pochodzenia lodowcowego. Zwykle są to zbiorniki niezbyt głębokie – 5–10 m. Najgłębszym jest jezioro Głubokoje (Głębokie), którego dno w najniższym punkcie znajduje się 32 m poniżej tafli wody. Największymi jeziorami są Sienież (powierzchnia do 15,4 km²) i Swiatoje (do 12,6 km²).

### Gleby
Na terenie obwodu moskiewskiego przeważają mało urodzajne gleby darniowo-bielicowe. Na wyżynach występują iły, a w dolinach częste są gleby bagienne i aluwialne. Na południe od Oki spotyka się czasem urodzajne czarnoziemy, stanowią one jednak tylko niewielki procent ogółu powierzchni regionu. Na południe od Moskwy dużą część powierzchni pokrywają też leśne szaroziemy.

### Roślinność

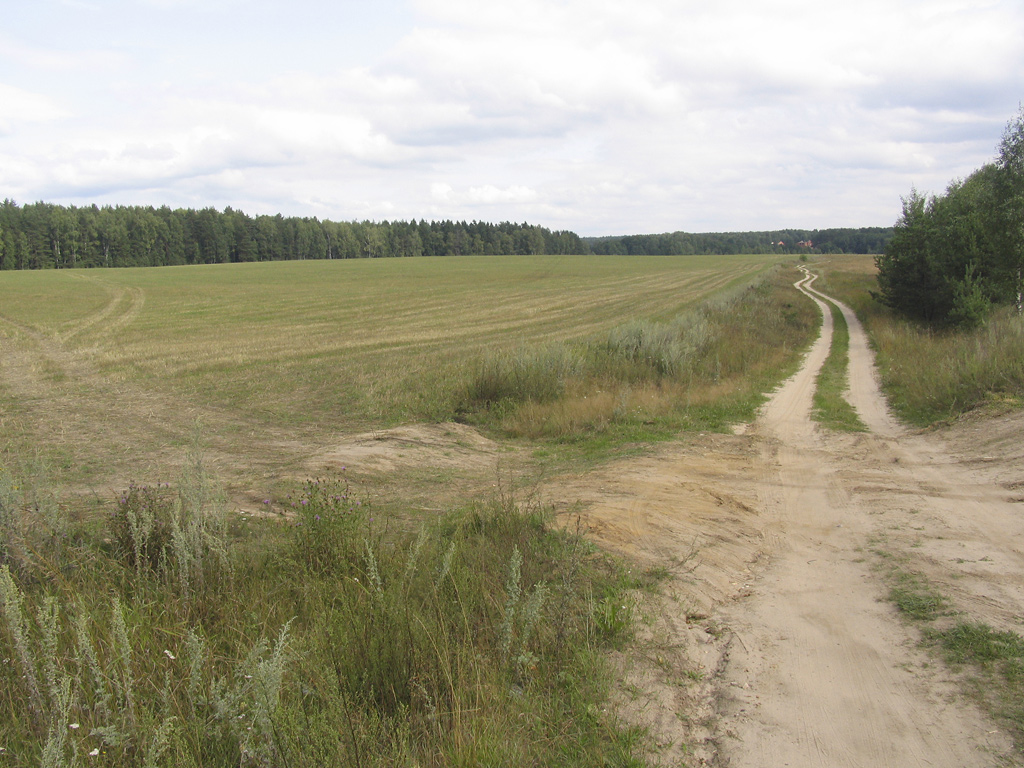
Krajobraz regionu

Obwód moskiewski leży na terenach, gdzie strefa lasów przechodzi w strefę lasostepów. Lasy zajmują ok. 40% powierzchni regionu. Na północy i zachodzie obwodu dominującą formacją roślinną są lasy południowej tajgi, złożone głównie ze świerków. Na Nizinie Mieszczorskiej dominującym gatunkiem jest sosna, a na obszarach podmokłych przeważają olchy. Środkowe i częściowo wschodnie rejony obwodu porastają lasy mieszane, złożone ze świerków, sosen, brzóz i osik, a także m.in. leszczyn. Bardziej na południe rosną lasy liściaste, w których przeważają dęby, lipy, klony i wiązy.
W dolinie Oki rosną bory sosnowe, które wskazują na bliskość strefy lasostepu, tj. obszaru, gdzie w zależności od warunków glebowych i hydrologicznych obszary stepowe przeplatają się z lasami. Lasostep jest (a raczej był) formacją dominującą na południowych krańcach obwodu. Obecnie niegdysiejsze obszary stepowe części tych terenów z racji wysokiej jakości gleb w całości zostały przekształcone w grunty orne, tak że nie zachowały się nawet ich fragmenty. Na dawnych leśnych częściach lasostepu (częściowo zachowanych) rosną m.in. dęby i lipy.
Od XVIII wieku lasy porastające niegdyś bujnie teren dzisiejszego obwodu były intensywnie wyrębywane, co poza zmniejszeniem leśnego areału spowodowało też zmianę składu gatunkowego drzew: w wielu rejonach w miejscu dawniej dominujących gatunków iglastych (zwłaszcza świerku), po ich wycięciu wyrosły brzozy i osiki. Obecnie wyręb przemysłowy lasów w regionie nie jest prowadzony, a nawet wręcz przeciwnie – w celu poprawy warunków hydrologicznych prowadzone jest planowe zalesianie.
Na wschodzie regionu znajdują się liczne bagna, na których rośnie typowa dla tej formacji roślinność.

### Fauna
Fauna obwodu moskiewskiego jest dość bogata. Ze ssaków występują przeważnie gatunki typowe dla strefy lasów, jak np. wiewiórka, zając, lis, łoś, dzik, sarna, jeleń; żyje tutaj również bardzo mała populacja wilka szarego. Nad brzegami rzek żyją ssaki ziemnowodne – np. bobry.
W obwodzie moskiewskim zobaczyć można bardzo dużo gatunków ptaków – dzięcioły, drozdy, jarząbki, gile, derkacze, czajki, bociany białe, czaple siwe, mewy, perkozy, liczne gatunki dzikich kaczek (np. krzyżówki), a także licznie występujące, typowe ptaki Europy Wschodniej: wróblowate, sroki i wrony. Większość gatunków ptaków przylatuje tutaj jedynie na okres lęgowy i odlatuje na zimę.
W zbiornikach wodnych żyją liczne ryby, m.in. jazgarze, leszcze, karasie, karpie, okonie, płocie, sandacze i szczupaki.
Żyje tutaj także wiele gatunków owadów; samych jedynie pszczołowatych występuje ponad 300 gatunków.

### Ekologia i ochrona przyrody
W obwodzie znajduje się pewna liczba obszarów chronionych, m.in. Park Narodowy „Łosinyj ostrow”, Park Narodowy „Zawidowo” i rezerwat biosfery Prioksko-Tierrasnyj, gdzie chronione są m.in. żubry. W rezerwacie tym znajdują się także jedne z najbardziej wysuniętych na północ stanowisk roślinności stepowej.
Mimo to ekologiczna sytuacja w obwodzie moskiewskim jest trudna – zanieczyszczone są zarówno rejony przylegające do Moskwy, jak i przemysłowe rejony na wschodzie i południowym wschodzie regionu. Największe zagrożenie stwarza zanieczyszczenie wód ściekami przemysłowymi i pochodzącymi z wielkich gospodarstw hodowlanych. W regionie istnieje także duże zanieczyszczenie powietrza, za które odpowiadają głównie elektrociepłownie. Na terenie obwodu znajdują się liczne składowiska odpadów, w tym jedno składowisko zużytego paliwa jądrowego.

## Ludność
| Zdjęcia miast obwodu                                                                            |
| ----------------------------------------------------------------------------------------------- |
| Cerkiew w Bałaszysze                                                                            |
| Bronnicy                                                                                        |
| Teatr w Czechowie                                                                               |
| Dom kultury w Diedowsku                                                                         |
| Jeden z domów w Dołgoprudnym                                                                    |
| Monaster św. Mikołaja na Ugrieszy w Dzierżyńskim                                                |
| Cerkiew we Frianowie                                                                            |
| Kołomna                                                                                         |
| Krasnogorsk                                                                                     |
| Możajsk                                                                                         |
| Mytiszczy                                                                                       |
| Nogińsk                                                                                         |
| Odincowo – stacja kolejowa                                                                      |
| Pałac w Archangielskim                                                                          |
| Pałac w Wiaziomach                                                                              |
| Jeden z domów w Pawłowskim Posadzie                                                             |
| Cerkiew Ikony Matki Bożej „Znak” w Dubrowicach k. Podolska                                      |
| Cerkiew w Puszkinie                                                                             |
| Moskiewskie seminarium duchowne z siedzibą w Ławrze Troicko-Siergijewskiej w Siergijew Posadzie |
| Stacja kolejowa w Sierpuchowie                                                                  |
| Szachowskaja – główny plac osady                                                                |
| Sołniecznogorsk                                                                                 |

Obwód moskiewski zamieszkuje 6 628 100 osób (2006 r.), co w zestawieniu z powierzchnią regionu daje średnią gęstość zaludnienia na poziomie 144,1 os./km², tj. najwyższą spośród rosyjskich regionów. W rzeczywistości gęstość ta jest mocno zróżnicowana regionalnie i w przyległych do Moskwy rejonach jest znacznie wyższa niż na oddalonych od miasta terenach, gdzie spada do ok. 20 os./km². Rzadko zaludniona jest także wschodnia część niziny mieszczorskiej – poniżej 20 os./km².
Około 90% ludności stanowią Rosjanie; nieco ponad 2% stanowią Ukraińcy, zaś na pozostałą część populacji składają się przedstawiciele ponad 100 narodów.

### Wyznania
Zdecydowana większość ludności wyznaje prawosławie. Po okresie ateizacji w czasach ZSRR pozostała duża liczba niewierzących. Z licznych, acz niewielkich mniejszości wyznaniowych żyją tutaj m.in. katolicy, protestanci, muzułmanie (1%), Świadkowie Jehowy i żydzi.

### Narodowości
Na terenie obwodu żyją przedstawiciele praktycznie wszystkich grup etnicznych zamieszkujących Rosję. Najliczniej reprezentowani są Rosjanie, stanowiący ok. 90% populacji.
Narodowości liczące powyżej tysiąca osób:
| Naród                                                                      | Liczebność |
| -------------------------------------------------------------------------- | ---------- |
| Rosjanie                                                                   | 6 022 763  |
| Ukraińcy                                                                   | 147 808    |
| Tatarzy                                                                    | 52 851     |
| Białorusini                                                                | 42 212     |
| Ormianie                                                                   | 39 660     |
| Mordwini                                                                   | 21 856     |
| Azerowie                                                                   | 14 651     |
| Czuwasze                                                                   | 12 530     |
| Mołdawianie                                                                | 10 418     |
| Żydzi                                                                      | 9899       |
| Gruzini                                                                    | 9888       |
| Niemcy                                                                     | 4607       |
| Uzbecy                                                                     | 4183       |
| Baszkirzy                                                                  | 3565       |
| Tadżycy                                                                    | 3404       |
| Koreańczycy                                                                | 3232       |
| Maryjczycy                                                                 | 2554       |
| Kazachowie                                                                 | 2493       |
| Osetyjczycy                                                                | 2389       |
| Lezgini                                                                    | 2130       |
| Czeczeni                                                                   | 1941       |
| Grecy                                                                      | 1850       |
| Udmurci                                                                    | 1847       |
| Bułgarzy                                                                   | 1511       |
| Cyganie                                                                    | 1511       |
| Awarowie                                                                   | 1242       |
| Litwini                                                                    | 1172       |
| osoby o nieustalonej narodowości lub bez poczucia przynależności narodowej | 172 090    |

## Miasta i osiedla typu miejskiego
Na terenie obwodu moskiewskiego znajduje się 80 miast oraz 69 osiedli typu miejskiego
Miasta i osiedla typu miejskiego:
(stan na 1 stycznia 2006)
| Nazwa                  | Nazwa rosyjska      | Liczba miesz- kańców |
| ---------------------- | ------------------- | -------------------- |
| Andriejewka1)          | Андреевка           | 9261                 |
| Aprielewka             | Апрелевка           | 18 341               |
| Aszukino1)             | Ашукино             | 6485                 |
| Bałaszycha             | Балашиха            | 182 772              |
| Biełoomut1)            | Белоомут            | 6732                 |
| Biełooziorskij1)       | Белоозёрский        | 17 932               |
| Bogorodskoje1)         | Богородское         | 9562                 |
| Bolszyje Dwory1)       | Большие Дворы       | 4894                 |
| Bolszyje Wiaziomy1)    | Большие Вязёмы      | 11 857               |
| Bronnicy               | Бронницы            | 18 409               |
| Bykowo1)               | Быково              | 9005                 |
| Chimki                 | Химки               | 180 075              |
| Chorłowo1)             | Хорлово             | 8004                 |
| Chotkowo               | Хотьково            | 20 453               |
| Czechow                | Чехов               | 73 117               |
| Czerkizowo1)           | Черкизово           | 3450                 |
| Czernogołowka          | Черноголовка        | 20 423               |
| Czerusti1)             | Черусти             | 3030                 |
| Diedieniewo1)          | Деденево            | 6442                 |
| Diedowsk               | Дедовск             | 27 656               |
| Dmitrow                | Дмитров             | 61 390               |
| Dołgoprudnyj           | Долгопрудный        | 78 415               |
| Domodiedowo            | Домодедово          | 82 696               |
| Driezna                | Дрезна              | 11 452               |
| Dzierżyński            | Дзержинский         | 43 475               |
| Dubna                  | Дубна               | 61 699               |
| Elektrogorsk           | Электрогорск        | 20 486               |
| Elektrostal            | Электросталь        | 146 189              |
| Elektrougli            | Электроугли         | 20 454               |
| Frianowo1)             | Фряново             | 10 948               |
| Friazino               | Фрязино             | 52 293               |
| Golicyno               | Голицыно            | 16 539               |
| Gorki Leninskije1)     | Горки Ленинские     | 1623                 |
| Iksza1)                | Икша                | 3676                 |
| Ilinski1)              | Ильинский           | 8270                 |
| Imieni Worowskogo1)    | имени Воровского    | 5293                 |
| Imieni Ciurupy1)       | имени Цюрупы        | 4218                 |
| Istra                  | Истра               | 32647                |
| Iwantejewka            | Ивантеевка          | 54 274               |
| Jachroma               | Яхрома              | 13 070               |
| Jegorjewsk             | Егорьевск           | 67 014               |
| Jubilejnyj             | Юбилейный           | 31 647               |
| Kaszyra                | Кашира              | 39 787               |
| Kijewskij1)            | Киевский            | 8448                 |
| Klimowsk               | Климовск            | 55 346               |
| Klin                   | Клин                | 82 419               |
| Kokoszkino1)           | Кокошкино           | 9807                 |
| Kołomna                | Коломна             | 148 020              |
| Korolow                | Королёв             | 172 781              |
| Kotielniki             | Котельники          | 18 699               |
| Kraskowo1)             | Красково            | 19 148               |
| Krasnoarmiejsk         | Красноармейск       | 25 781               |
| Krasnogorsk            | Красногорск         | 98 822               |
| Krasnozawodsk          | Краснозаводск       | 13 586               |
| Krasnoznamiensk        | Краснознаменск      | 29 774               |
| Kratowo1)              | Кратово             | 6764                 |
| Kubinka                | Кубинка             | 26 197               |
| Kurowskoje             | Куровское           | 19 097               |
| Lesnoj1)               | Лесной              | 8753                 |
| Lesnoj Gorodok1)       | Лесной Городок      | 5550                 |
| Likino-Dulowo          | Ликино-Дулёво       | 31 080               |
| Lubierce               | Люберцы             | 158 725              |
| Lwowskij1)             | Львовский           | 11 337               |
| Łobnia                 | Лобня               | 66 342               |
| Łosino-Pietrowskij     | Лосино- -Петровский | 22 197               |
| Łotoszyno1)            | Лотошино            | 5397                 |
| Łuchowicy              | Луховицы            | 32 133               |
| Łytkarino              | Лыткарино           | 51. 309              |
| Malino1)               | Малино              | 4292                 |
| Małachowka1)           | Малаховка           | 18 423               |
| Michniewo1)            | Михнево             | 10 798               |
| Miendielejewo1)        | Менделеево          | 7707                 |
| Miszeronskij1)         | Мишеронский         | 3734                 |
| Mołodiożnyj1)          | Молодёжный          | 2876                 |
| Monino1)               | Монино              | 19 194               |
| Moskowskij             | Московский          | 15 356               |
| Możajsk                | Можайск             | 31 266               |
| Mytiszczy              | Мытищи              | 161 811              |
| Nachabino1)            | Нахабино            | 29 460               |
| Naro-Fomińsk           | Наро-Фоминск        | 70 677               |
| Niekrasowskij1)        | Некрасовский        | 10 066               |
| Noginsk                | Ногинск             | 116 277              |
| Nowoiwanowskoje1)      | Новоивановское      | 6892                 |
| Obolensk1)             | Оболенск            | 5215                 |
| Obuchowo1)             | Обухово             | 10 675               |
| Odincowo               | Одинцово            | 131 762              |
| Oktiabrskij1)          | Октябрьский         | 10 130               |
| Oriechowo-Zujewo       | Орехово-Зуево       | 122 117              |
| Oziory                 | Озёры               | 26 023               |
| Ożerielje              | Ожерелье            | 10 796               |
| Pawłowskij Posad       | Павловский Посад    | 61 293               |
| Pierieswiet            | Пересвет            | 14 654               |
| Pieski1)               | Пески               | 3674                 |
| Pirogowskij1)          | Пироговский         | 6346                 |
| Podolsk                | Подольск            | 179 525              |
| Powarowo1)             | Поварово            | 7707                 |
| Prawdinskij1)          | Правдинский         | 10 317               |
| Proletarskij1)         | Пролетарский        | 3868                 |
| Protwino               | Протвино            | 37 001               |
| Puszczyno              | Пущино              | 20 048               |
| Puszkino               | Пушкино             | 96 938               |
| Ramienskoje            | Раменское           | 81 812               |
| Reszetnikowo1)         | Решетниково         | 3142                 |
| Riazanowskij1)         | Рязановский         | 2020                 |
| Rieutow                | Реутов              | 80 036               |
| Rodniki1)              | Родники             | 3834                 |
| Roszal                 | Рошаль              | 21 983               |
| Ruza                   | Руза                | 13 246               |
| Rżawki1)               | Ржавки              | 4160                 |
| Sielatino1)            | Селятино            | 13 454               |
| Sieriebrianyje Prudy1) | Серебряные Пруды    | 8939                 |
| Siergijew Posad        | Сергиев Посад       | 112 700              |
| Sierpuchow             | Серпухов            | 125 010              |
| Siewiernyj1)           | Северный            | 3755                 |
| Skoropuskowskij1)      | Скоропусковский     | 5453                 |
| Sniegiri1)             | Снегири             | 3128                 |
| Sofrino1)              | Софрино             | 15 212               |
| Sołniecznogorsk        | Солнечногорск       | 57 506               |
| Staraja Kupawna        | Старая Купавна      | 21 269               |
| Stołbowaja1)           | Столбовая           | 5315                 |
| Stupino                | Ступино             | 67 499               |
| Swierdłowskij1)        | Свердловский        | 5539                 |
| Syczewo1)              | Сычево              | 3183                 |
| Szachowskaja1)         | Шаховская           | 10 491               |
| Szatura                | Шатура              | 31 523               |
| Szczerbinka            | Щербинка            | 29 207               |
| Szczołkowo             | Щёлково             | 112 860              |
| Tałdom                 | Талдом              | 12 953               |
| Tomilino1)             | Томилино            | 28 670               |
| Troick                 | Троицк              | 35 088               |
| Tuczkowo1)             | Тучково             | 18 151               |
| Udielnaja1)            | Удельная            | 13 283               |
| Uwarowka1)             | Уваровка            | 3121                 |
| Wierbiłki1)            | Вербилки            | 6528                 |
| Wierieja               | Верея               | 4820                 |
| Widnoje                | Видное              | 53 101               |
| Wołokołamsk            | Волоколамск         | 24 548               |
| Woschod1)              | Восход              | 1935                 |
| Woskriesiensk          | Воскресенск         | 90 888               |
| Wysokowsk              | Высоковск           | 10 701               |
| Zagorianskij1)         | Загорянский         | 7919                 |
| Zaprudnia1)            | Запрудня            | 12 233               |
| Zarajsk                | Зарайск             | 24 433               |
| Zarieczje1)            | Заречье             | 4947                 |
| Zielenogradskij1)      | Зеленоградский      | 1989                 |
| Zwienigorod            | Звенигород          | 13 422               |
| Żeleznodorożnyj        | Железнодорожный     | 116 456              |
| Żylowo1)               | Жилево              | 2347                 |
| Żukowski               | Жуковский           | 101271               |

1) osiedle typu miejskiego

## Władza i administracja

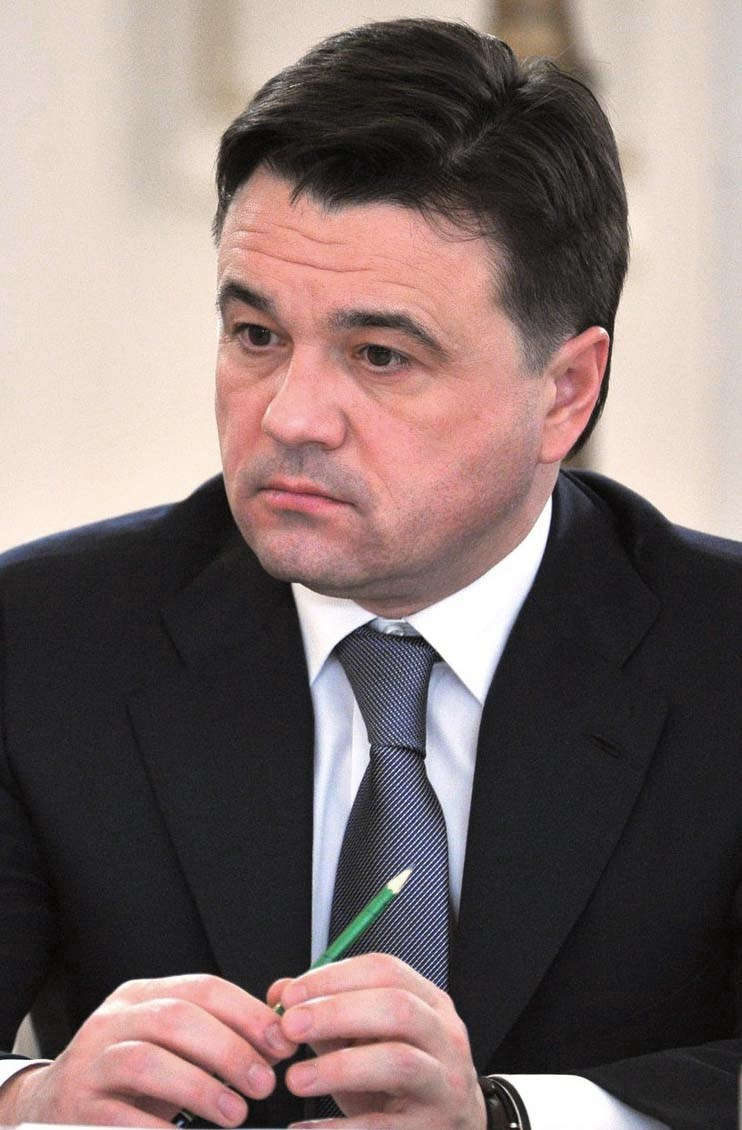
Andriej Worobjow – gubernator obwodu

Obwód moskiewski, podobnie jak inne podmioty Federacji Rosyjskiej posiada dość szeroki zakres autonomii w sprawach lokalnych.
Władzę prawodawczą w regionie sprawuje lokalny parlament – Moskiewska Duma Obwodowa, złożona z 50 deputowanych, wybieranych na 5 lat.
Władzę wykonawczą sprawuje gubernator, powoływany na 4-letnią kadencję. Stoi on na czele lokalnego rządu, złożonego z 18 ministerstw.
Obecnie funkcję gubernatora sprawuje Andriej Worobjow.
Niemal wszystkie organy lokalnej władzy (w tym wszystkie naczelne) rezydują poza regionem – w Moskwie, która nie wchodzi w skład obwodu; jedynym miastem w obwodzie, gdzie – zgodnie ze 'Statutem regionu mają działać siedziby niektórych urzędów regionu jest Krasnogorsk. W 2007 w mieście tym oddano do użytku budynek, który ma stać się siedzibą dla części lub całości (szczegółów jeszcze nie określono) najwyższych lokalnych urzędów.

## Podział administracyjny
Po reformie z 2006 obwód dzieli się na 36 rejonów. Największe miasta nie wchodzą w skład tego podziału i stanowią okręgi miejskie, których jest także 36, przy czym jedynie 33 z nich stanowią duże miasta, pozostałe 3 mają status odrębnych jednostek administracyjnych, gdyż z przyczyn strategicznych są miastami zamkniętymi.
Rejony municypalne dzielą się na mniejsze jednostki administracyjne – osiedla (ros. поселения – czyt. posielenija) wiejskie i miejskie. Osiedla miejskie obejmują miasto (niekiedy też niewielkie podmiejskie wioski), zaś osiedla wiejskie składają się z jednej lub kilku wsi. W ramach 36 rejonów istnieje w sumie 316 osiedli, w tym 114 osiedli miejskich i 192 wiejskie.
| Podział na jednostki municypalne: Rejony municypalne są podzielone na osiedla(miejskie i wiejskie), okręgi miejskie takiego podziału nie mają |
| Wołokołamsk |
| pomnik tzw. wielkiej wojny ojczyźnianej w Zwienigorodzie                                                                                      |
| Monaster św. Sawy Storożewskiego w Zwienigorodzie                                                                                             |
| Monaster Świętych Borysa i Gleba w Dmitrowie                                                                                                  |
| Cerkiew św. Jerzego w Diedowsku |
| Czechow – hala hokejowa |
| Griebniewo |
| Jedna z ulic Kołomny |
| Konobiejewo – cerkiew Trójcy Świętej |
| Ulica w centrum Siergiejewego Posadu |
| Centrum Wołokołamska |
| Supermarket w Zwienigorodzie |
| Drewniany dom w Kołomnie |

### Rejony municypalne
| Nazwa rejonu         | Nazwa rosyjska           | Liczba miesz- kańców (w tys.) | Powierz- chnia (w km²) |
| -------------------- | ------------------------ | ----------------------------- | ---------------------- |
| Czechowski           | Чеховский район          | 109,6                         | 866                    |
| Dmitrowski           | Дмитровский район        | 150,1                         | 2186                   |
| Istriński            | Истринский район         | 113,0                         | 1280                   |
| Jegorjewski          | Егорьевский район        | 102,8                         | 1721                   |
| Kaszyrski            | Каширский район          | 70,9                          | 649                    |
| Kliński              | Клинский район           | 128,2                         | 2001                   |
| Kołomieński          | Коломенский район        | 41,6                          | 1091                   |
| Krasnogorski         | Красногорский район      | 149,6                         | 219                    |
| Leniński             | Ленинский район          | 141,4                         | 456                    |
| Lubieriecki          | Люберецкий район         | 242,8                         | 132                    |
| Łotoszyński          | Лотошинский район        | 18,4                          | 975                    |
| Łuchowicki           | Луховицкий район         | 62,6                          | 1341                   |
| Możajski             | Можайский район          | 69,6                          | 2599                   |
| Mytiszczyński        | Мытищинский район        | 186,1                         | 427                    |
| Naro-Fomiński        | Наро-Фоминский район     | 171,3                         | 1916                   |
| Nogiński             | Ногинский район          | 193,6                         | 893                    |
| Odincowski           | Одинцовский район        | 286,1                         | 1290                   |
| Oriechowo-Zujewski   | Орехово-Зуевский район   | 122,1                         | 1780                   |
| Oziorski             | Озёрский район           | 38,4                          | 538,4                  |
| Pawłowo-Posadski     | Павлово-Посадский район  | 85,8                          | 550                    |
| Podolski             | Подольский район         | 77,5                          | 1066                   |
| Puszkiński           | Пушкинский район         | 164,0                         | 610                    |
| Ramieński            | Раменский район          | 219,2                         | 1414                   |
| Ruzski               | Рузский район            | 60,7                          | 1559                   |
| Siergijewo-Posadski  | Сергиево-Посадский район | 240,2                         | 1997                   |
| Sieriebriano-Prudski | Серебряно-Прудский район | 24,6                          | 876                    |
| Sierpuchowski        | Серпуховский район       | 34,0                          | 1013                   |
| Sołnieczno- gorski   | Солнечно- горский район  | 124,2                         | 1135                   |
| Stupiński            | Ступинский район         | 121,8                         | 1696                   |
| Tałdomski            | Талдомский район         | 48,0                          | 1427                   |
| Szachowski           | Шаховской район          | 23,5                          | 1211                   |
| Szaturski            | Шатурский район          | 72,1                          | 2721                   |
| Szczołkowski         | Щёлковский район         | 190,2                         | 691                    |
| Wołokałamski         | Волоколамский район      | 56,9                          | 1671                   |
| Woskriesieński       | Воскресенский район      | 152,8                         | 811                    |
| Zarajski             | Зарайский район          | 43,2                          | 968                    |

### Okręgi miejskie
Następujące miasta obwodu stanowią wydzielone okręgi miejskie:
1. Bałaszycha
2. Bronnicy
3. Chimki
4. Czernogołowka
5. Dołgoprudnyj
6. Domodiedowo
7. Dzierżyński
8. Dubna
9. Elektrogorsk
10. Elektrostal
11. Friazino
12. Iwantiejewka
13. Jubilejnyj
14. Klimowsk
15. Kołomna
16. Korolow
17. Kotielniki
18. Krasnoarmiejsk
19. Krasnoznamiensk (miasto zamknięte)
20. Łobnia
21. Łosino-Pietrowskij
22. Łytkarino
23. Mołodiożnyj (miasto zamknięte)
24. Oriechowo-Zujewo
25. Podolsk
26. Protwino
27. Puszczyno
28. Rieutow
29. Roszal
30. Sierpuchow
31. Szczerbinka
32. Troick
33. Woschod (miasto zamknięte)
34. Zwienigorod
35. Żeleznodorożnyj
36. Żukowski

## Gospodarka
Produkt krajowy brutto obwodu moskiewskiego w 2005 wyniósł 704,4 mld rubli, co daje statystycznie 106,3 tys. rub. na mieszkańca.

### Przemysł
Pod względem wielkości produkcji przemysłowej obwód moskiewski zajmuje drugie miejsce (po Moskwie) wśród podmiotów Federacji Rosyjskiej. Miejscowy przemysł jest ściśle związany z przemysłem samej Moskwy; jest on w dużej mierze wysoce wyspecjalizowany i opiera się na dobrze rozwiniętej bazie naukowo-technicznej oraz wykwalifikowanych kadrach. Z powodu braku surowców naturalnych niezbędnych do produkcji większości wytwarzanych w regionie wyrobów, produkcja prowadzona jest ze znacznej mierze z surowców przywożonych z innych części kraju.
Główną gałęzią przemysłu, dostarczającą 35% całej wartości produkcji przemysłowej regionu jest przemysł lekki. Jego rozwój w rejonie Moskwy rozpoczął się już w XVIII wieku i dlatego ta gałąź produkcji uważana jest w obwodzie za najstarszą. Wśród przemysłu lekkiego najważniejszym jest przemysł bawełniany (istniejący m.in. w Jegorjewsku, Nogińsku i Oriechowie-Zujewie), wełniany (np. w Pawłowskim Posadzie i Puszkinie), jedwabniczy (np. w Naro-Formińsku) i in.

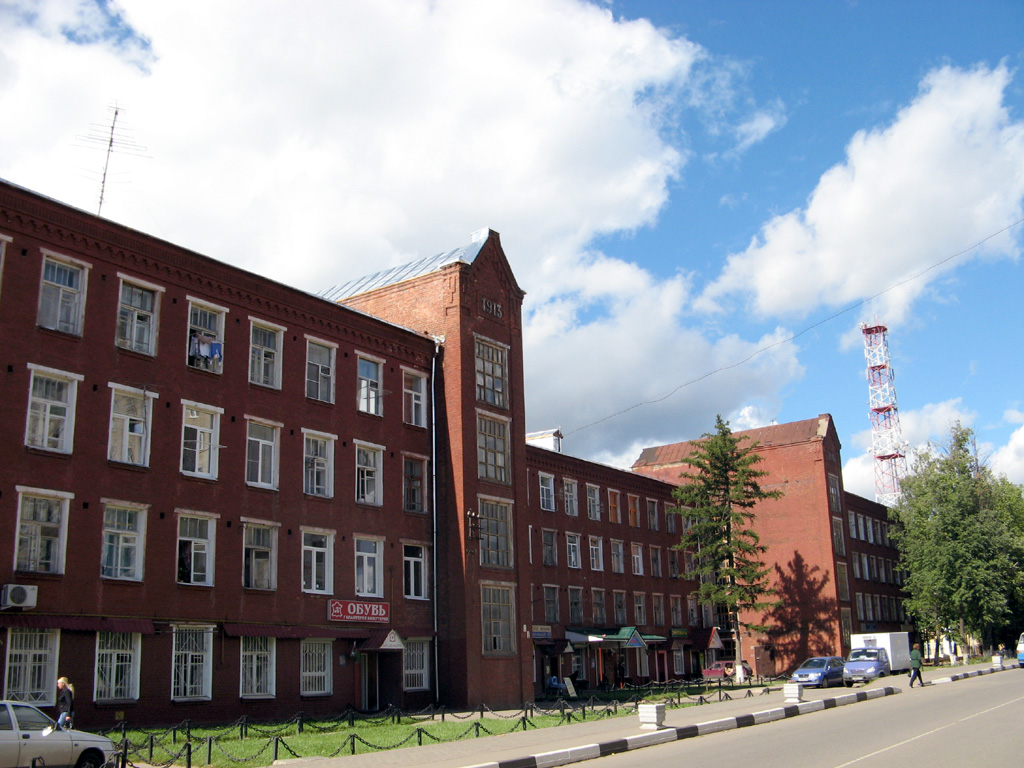
Zakład tkacko-przędzalniczy w Diedowsku

W regionie istnieją także rozwinięte przemysł maszynowy i obróbka metali. Wiele z produkowanych tutaj urządzeń wymaga wysoce wyspecjalizowanej kadry oraz zaplecza technicznego, którego uzyskanie jest możliwe dzięki bliskości Moskwy. Produkuje się tutaj m.in. elementy techniczne niezbędne w elektroenergetyce, także jądrowej oraz przy produkcji paliwa jądrowego (w Elektrostali), urządzenia i przyrządy wykorzystywane w kosmonautyce i technice rakietowej (w Chimkach, Korolowie i Rieutowie). Ponadto na terenie obwodu powstają m.in. lokomotywy (w Kołomnie) i wagony metra (w Mytiszczach), autobusy (np. w Łukinie-Dulowie i Jachromie), maszyny rolnicze (w licznych ośrodkach), dźwigi i windy (w Lubercach, Dmitrowie i Bałaszysze), stal wysokiej jakości (w Elektrostali), kable (w Podolsku), przyrządy optyczne (w Krasnogorsku), urządzenia i maszyny dla przemysłu lekkiego (m.in. w Kołomnie, Klimowsku i Podolsku) itd. Na terenie obwodu znajdują się także liczne przedsiębiorstwa produkujące dla przemysłu zbrojeniowego; głównym ośrodkiem produkcyjnym, a zwłaszcza naukowo-technicznym tej branży jest Rosyjskie Centrum Pokazów Uzbrojenia, Techniki i Technologii Wojskowej w Krasnoarmiejsku.
Także istniejący w obwodzie przemysł chemiczny opiera się głównie na przywożonych surowcach. Wytwarza się tutaj m.in. kwasy (Szczołkowo), nawozy sztuczne (Woskriesiensk, znaczące złoża fosforytów), włókna sztuczne (Sierpuchow i Klin), masy plastyczne i wyroby z nich (m.in. w Oriechowie-Zujewie), laki i farby (Siergiejew Posad), farmaceutyki itd.
Przemysł materiałów budowlanych jaka jedyna z ważnych branży przemysłu w regionie opiera się głównie na lokalnych surowcach, jednak ta gałąź przemysłu przeżywa obecnie kryzys. Działają zakłady cementowe w Woskriesiensku, ceramiczne (fajans i porcelana) w Likinie-Dulowie i Wierbiłkach oraz wiele cegielni.
Ponadto w obwodzie działają firmy z branży drzewno-leśnej (np. w Bronnicach) oraz wydobywczej (pozyskiwanie i wstępna obróbka fosforytów, torfu, glin, piasków, granitu itp.). W większości miast i w niektórych dużych wsiach działają mniejsze i większe przedsiębiorstwa z branży spożywczej.
Dla elektroenergetyki najważniejszymi obiektami są: kaszyrski zespół elektrowni (o mocy 2100 MW), Elektrociepłownia Dzierżyńska (1300 MW), szaturski zespół elektrowni (1100 MW), hydroelektrownia zagorska (1200 MW) i in.
Na terenie obwodu istnieje też przemysł artystyczny, którego wpływ na gospodarkę jest niewielki, lecz który jest pewnego rodzaju wizytówką regionu. Zaliczyć tutaj można małe zakłady produkujące m.in. tradycyjną ceramikę i zabawki oraz regionalne pamiątki.

### Rolnictwo
Grunty wykorzystywane rolniczo stanowią ok. 40% powierzchni obwodu moskiewskiego, przy czym widać tutaj wyraźne zróżnicowanie regionalne: na północy i wschodzie ten odsetek jest mniejszy, zaś na południu ponad 50% ziem jest uprawiana.
Lokalne rolnictwo posiada wyraźnie podmiejski charakter, co wyraża się w strukturze upraw.
Wartość produkcji zwierzęcej jest większa od wartości produkcji roślinnej. Chów i hodowla ma kierunek mleczno-mięsny. Prócz bydła domowego znaczenie gospodarcze odgrywają świnie i drób.
Z racji dużego pogłowia zwierząt gospodarczych ok. 3/5 powierzchni zasiewów zajmują rośliny paszowe; duże tereny obsiewane są zbożami, zwłaszcza pszenicą, jęczmieniem, owsem i żytem, a także obsadzane ziemniakami. Z powodu podmiejskiego charakteru duże znaczenie posiada uprawa warzyw, w tym uprawa szklarniowa. Oprócz warzyw w szklarniach (i nie tylko) uprawiane są m.in. kwiaty ozdobne. Także znacznie wyższa niż przeciętna ilość uprawianych grzybów (zwłaszcza pieczarek) świadczy o podmiejskim charakterze produkcji rolnej.

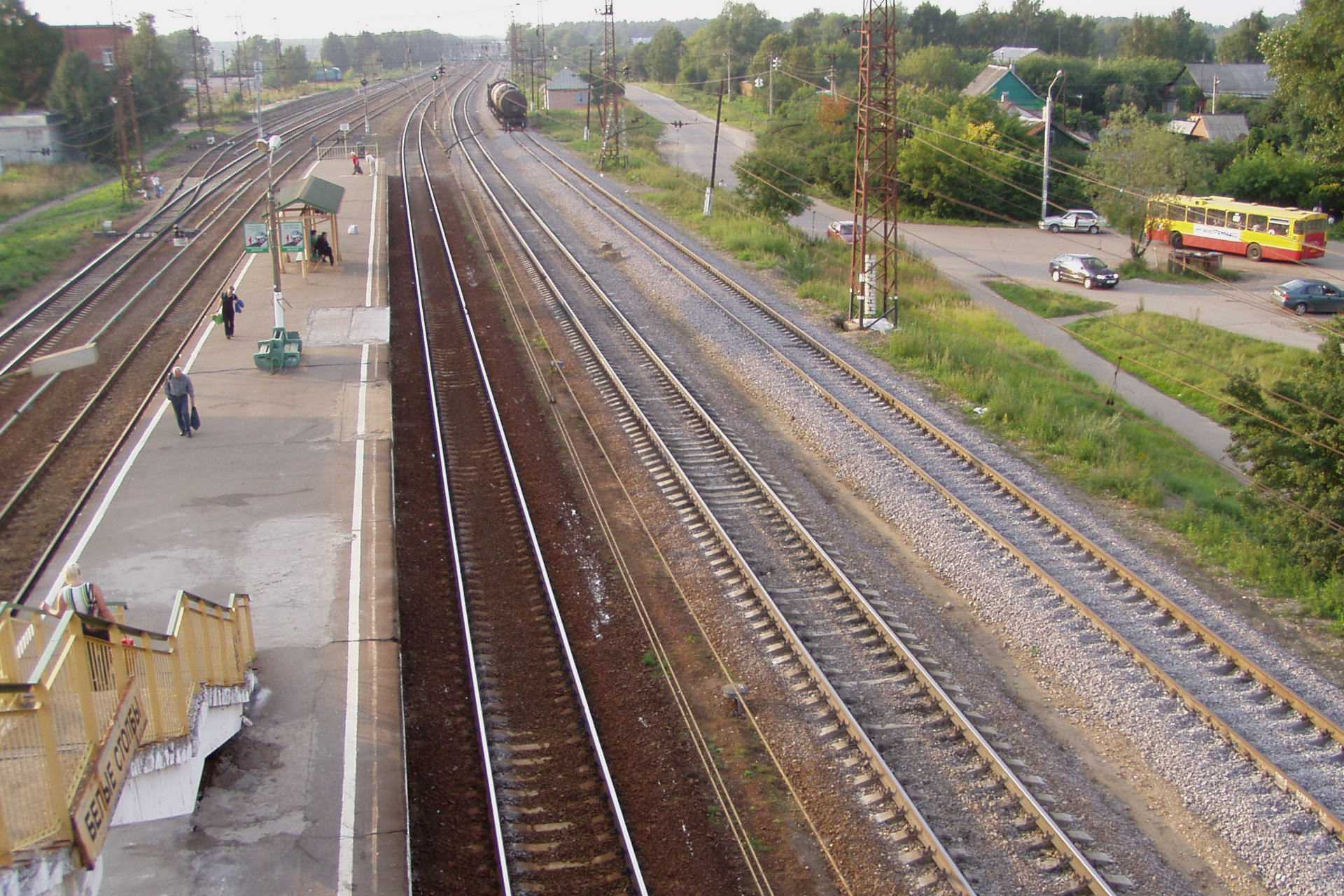
Stacja kolejowa Biełyje Stołby

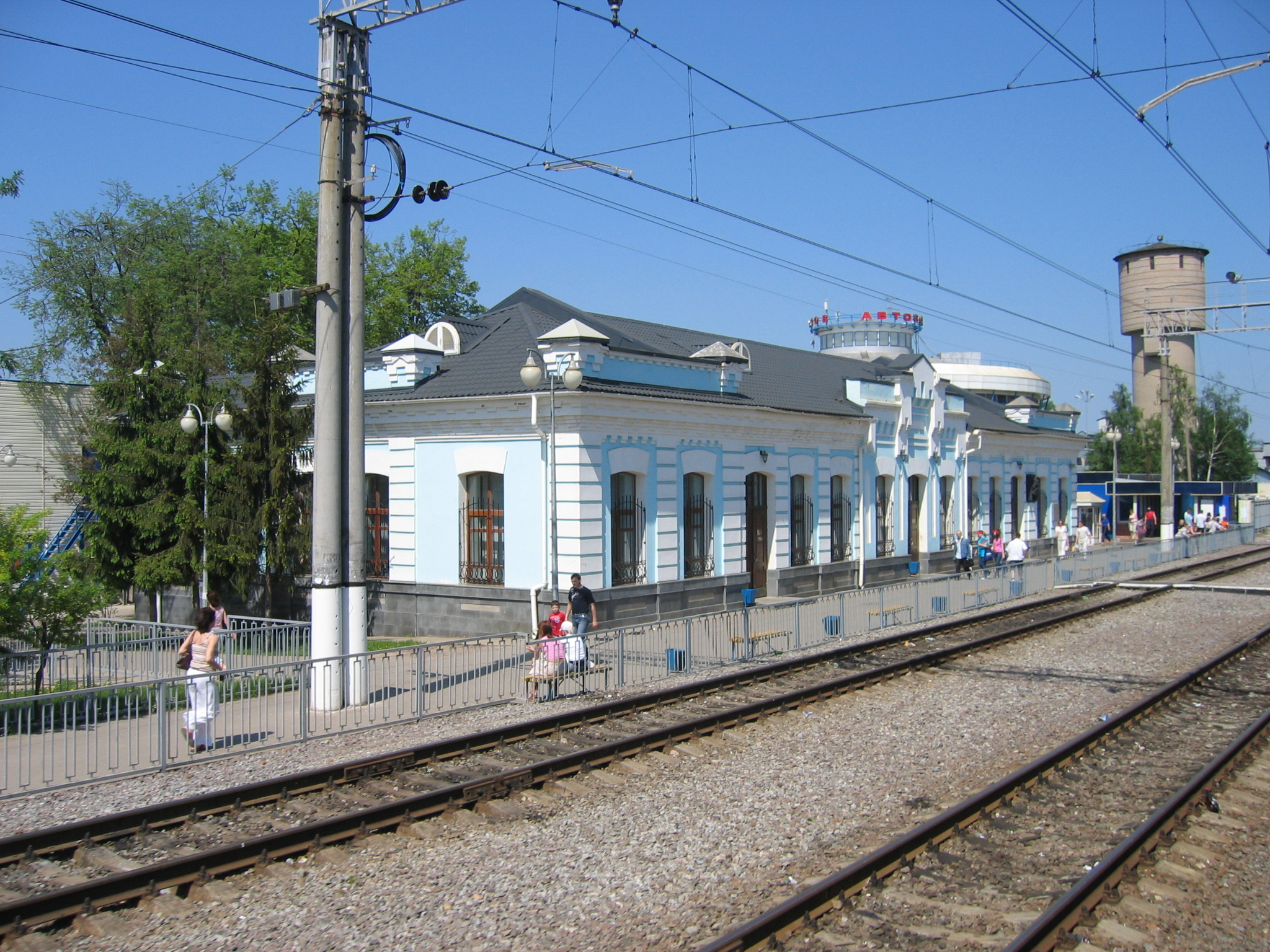
Dworzec w mieście Czechow

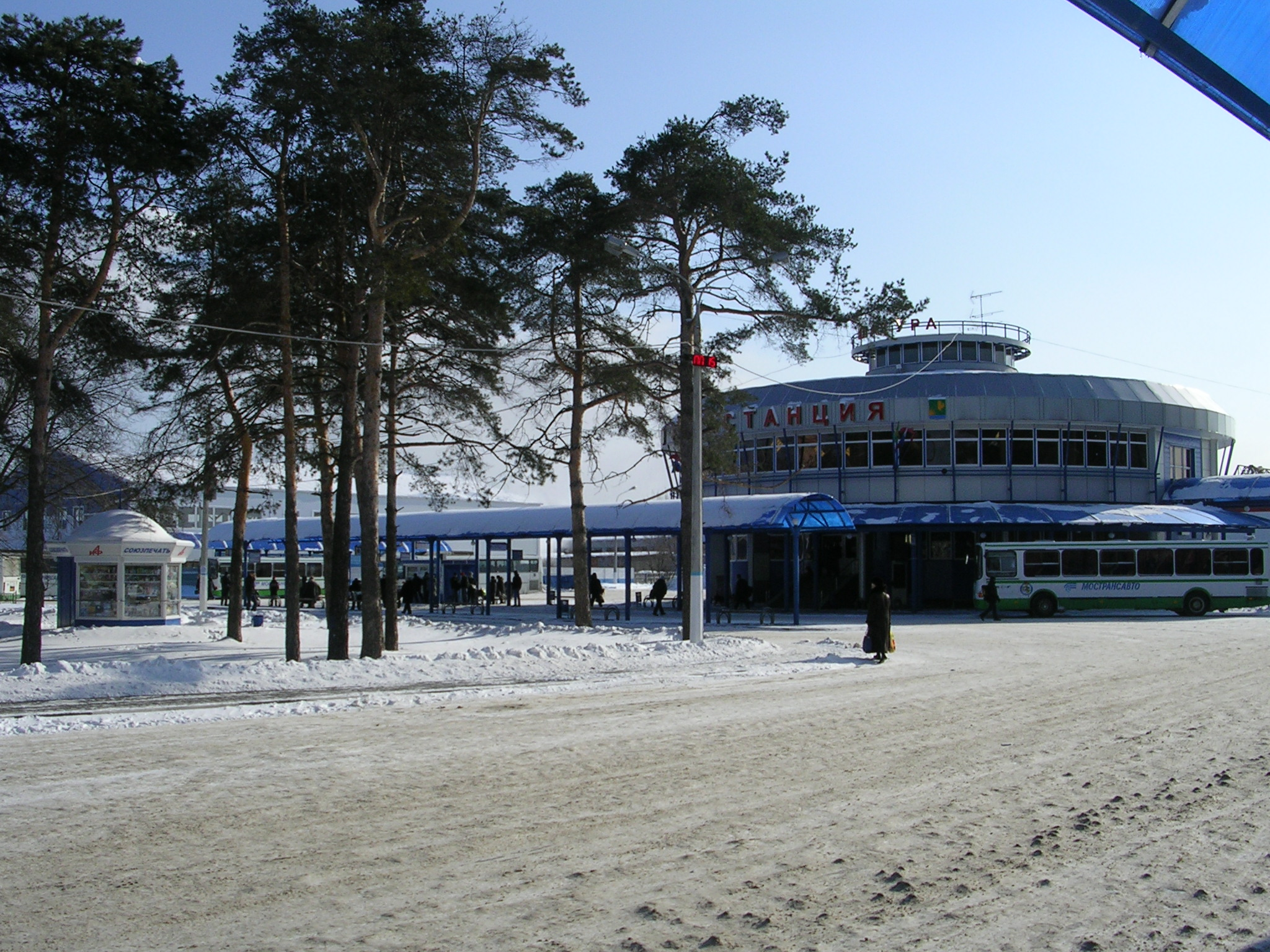
Dworzec autobusowy w Szaturze

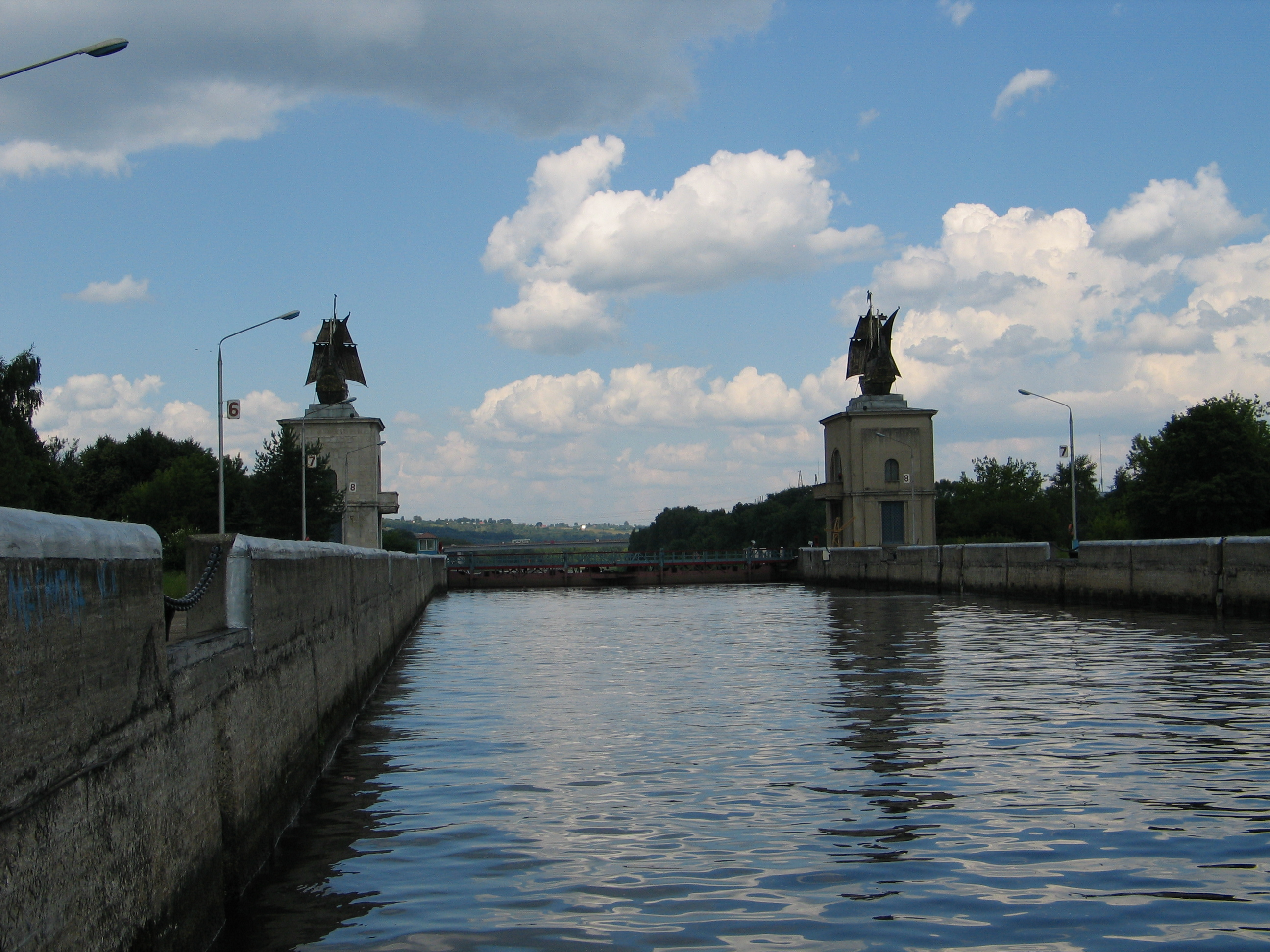
Jedna ze śluz na kanale imienia Moskwy

### Transport
Sieć transportowa w regionie nie może być rozpatrywana w oderwaniu od centralnego punktu komunikacyjnego, jakim jest Moskwa, która jednak administracyjnie nie wchodzi w skład obwodu.
Zarówno sieć kolejowa, jak i drogowa obwodu są bardzo dobrze rozwinięte; mają one promieniście-kołową strukturę, której centrum jest Moskwa.

#### Transport kolejowy
W centrum obwodu (i w Moskwie) znajduje się najważniejszy w kraju węzeł kolejowy – Moskiewski (ros. Московский железнодорожный узел), w ramach którego z Moskwy prowadzą linie kolejowe w 11 kierunkach.
Drugi okręg linii kolejowych otaczających Moskwę, odległy o ok. 50–120 km od miasta, także niemal w całości leży na terenie obwodu.
W sumie w regionie istnieje 2,7 tys. km linii kolejowych (bez linii na terenie Moskwy), co w zestawieniu z powierzchnią obwodu daje największe w Rosji zagęszczenie linii kolejowych – 59 km na tys. km². Znaczna ich większość jest zelektryfikowana. Dziennie moskiewskie i podmoskiewskie koleje przewożą ponad 2 mln pasażerów.

#### Transport drogowy
Centrum komunikacji kołowej także jest Moskwa. Od tego miasta główne drogi prowadzą przez teren obwodu w 10 kierunkach; w pewnej odległości od Moskwy znajduje się otaczająca miasto ze wszystkich stron obwodnica MKAD. W sumie w obwodzie istnieje ok. 14 tys. km dróg z twardą nawierzchnią.
Główne drogi kołowe:
- M-1 «Białoruś»; tzw. szosa mińska (E-101) – w kierunku Mińska
- M-2 «Krym»; tzw. szosa symferopolska (E-105) – w kierunku Krymu
- M-3 «Ukraina»; tzw. szosa kijowska – w kierunku Naro-Formińska, Obnińska, a dalej do Kijowa
- M-4 «Don»; tzw. szosa kaszyrska (E-115) – w kierunku Noworosyjska
- M-5 «Ural» tzw. szosa riazańska (E-30) – w kierunku Czelabińska
- M-7 «Wołga»; tzw. szosa niżnonowogrodzka (E-22) – w kierunku Ufy
- M-8 «Chołmogory»; tzw. szosa jarosławska (E-115) – w kierunku Archangielska
- M-9 «Bałtia»; tzw. szosa noworyska (E-22) – w kierunku Rygi
- M-10 «Rossija»; tzw. szosa leningradzka (E-95) – w kierunku Petersburga

#### Pozostałe rodzaje transportu
W obwodzie moskiewskim istnieje rozwinięty transport wodny. Szlakami żeglugowymi są rzeka Moskwa, Wołga i Oka, a także kanał imienia Moskwy. Najważniejszymi portami regionu są Sierpuchow i Kołomna.

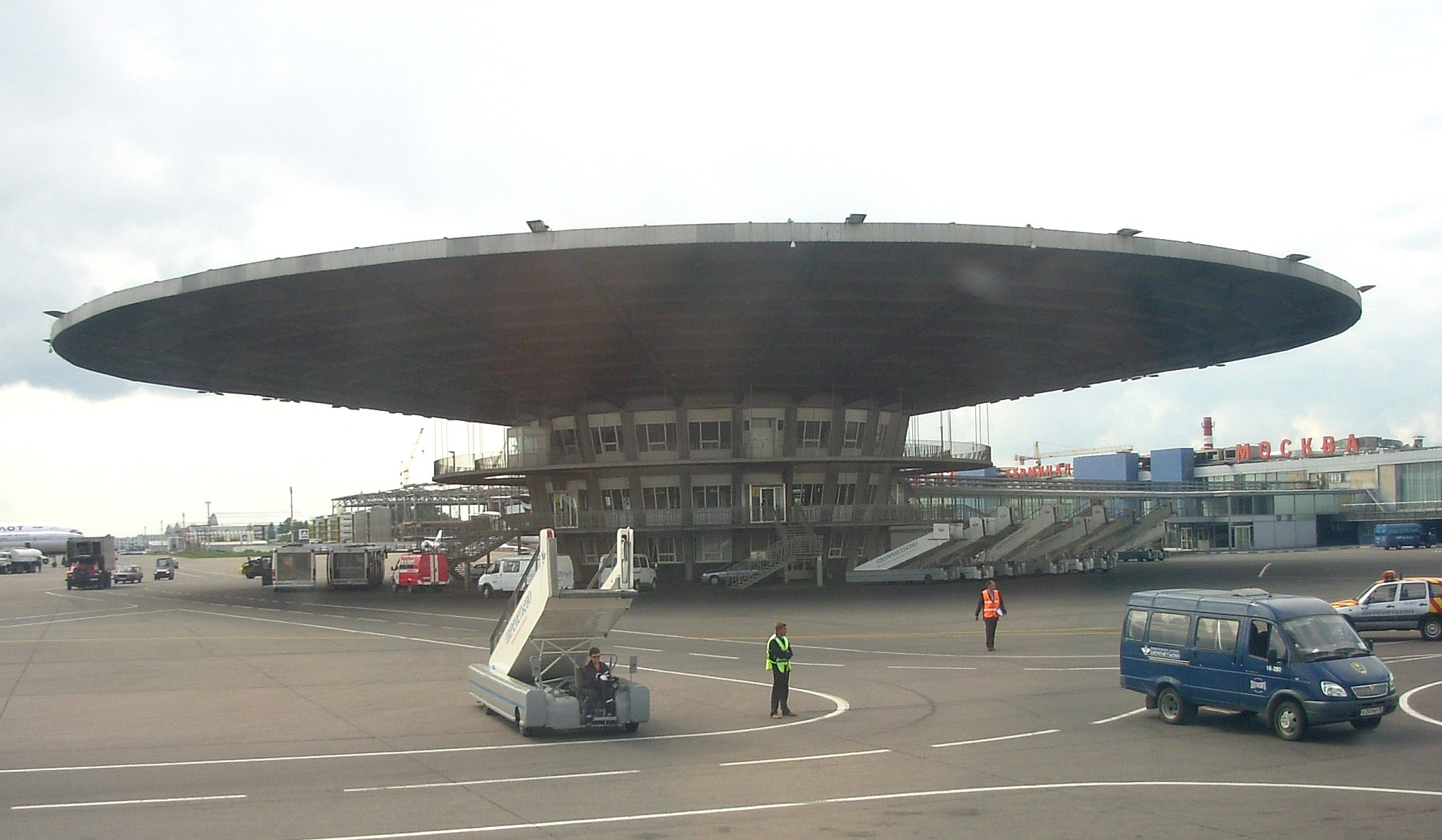
Terminal lotniska Szeremietiewo

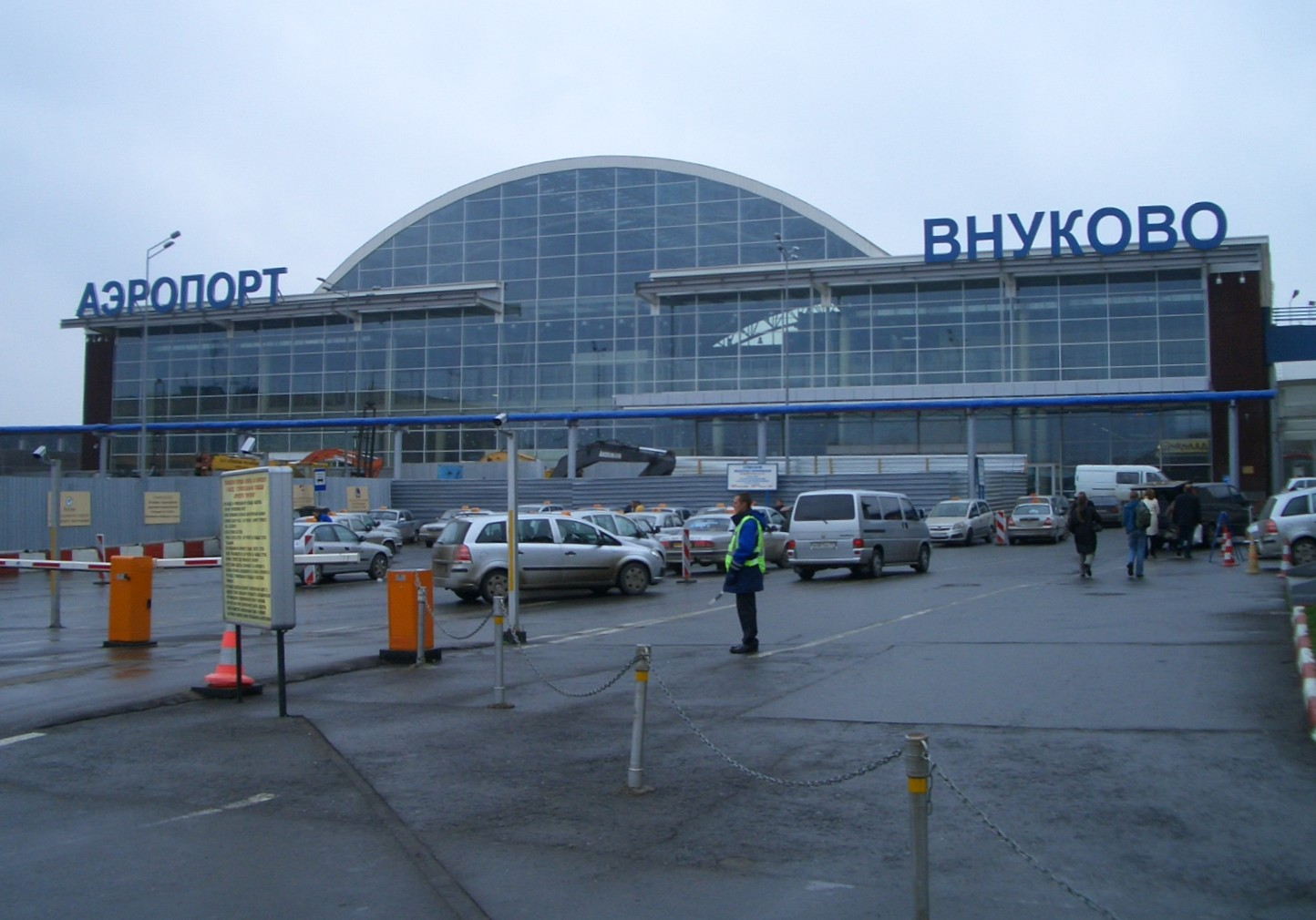
Port lotniczy Moskwa-Wnukowo

Istnieje tutaj także rozbudowana sieć rurociągów – na terenie obwodu istnieją 2 bardzo ważne gazociągi transportujące gaz i wiele ich lokalnych odgałęzień dostarczających surowiec do miast regionu. Ponad dwa ropociągi transportują ropę naftową na linii Riazań – Moskwa i Jarosław; także one posiadają lokalne odgałęziennia.
Na terenie obwodu znajdują się wiele lotnisk, w tym 4 ważne porty lotnicze, mające status międzynarodowych, służących głównie do obsługi pobliskiej Moskwy:
- Szeremietiewo 1
- Szeremietiewo 2
- Domodiedowo
- Wnukowo

Inne ważne lotnisko – Bykowo w chwili obecnej nie jest wykorzystywane do obsługi lotów pasażerskich.

### Bogactwa naturalne
Na terenie obwodu znajdują się miejsca wydobycia różnych surowców naturalnych, najczęściej stanowiących podstawę działalności przemysłu materiałów budowlanych.

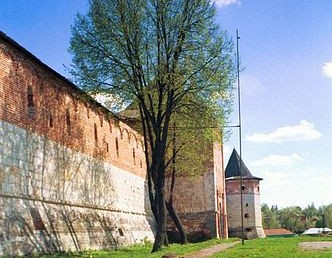
Kreml w Zarajsku

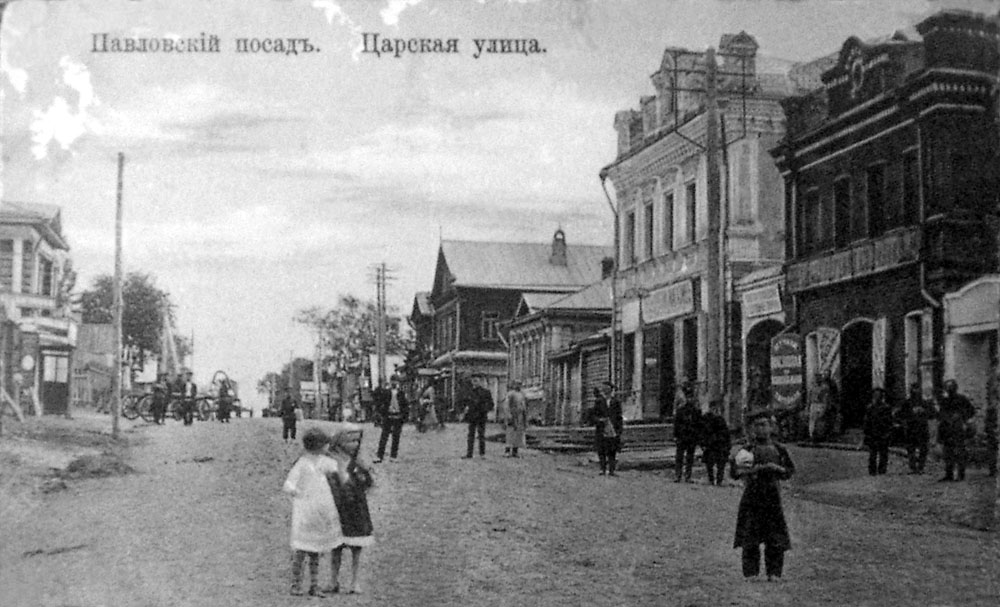
Główna ulica Pawłowskiego Pasadu ok. 1910 r.

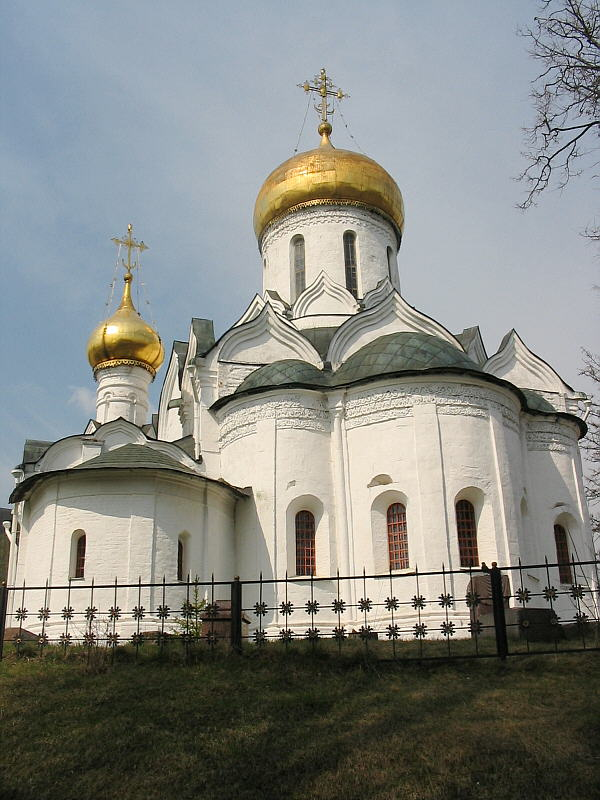
Sobór w monasterze św. Sawy Storożewskiego z XIV/XV wieku

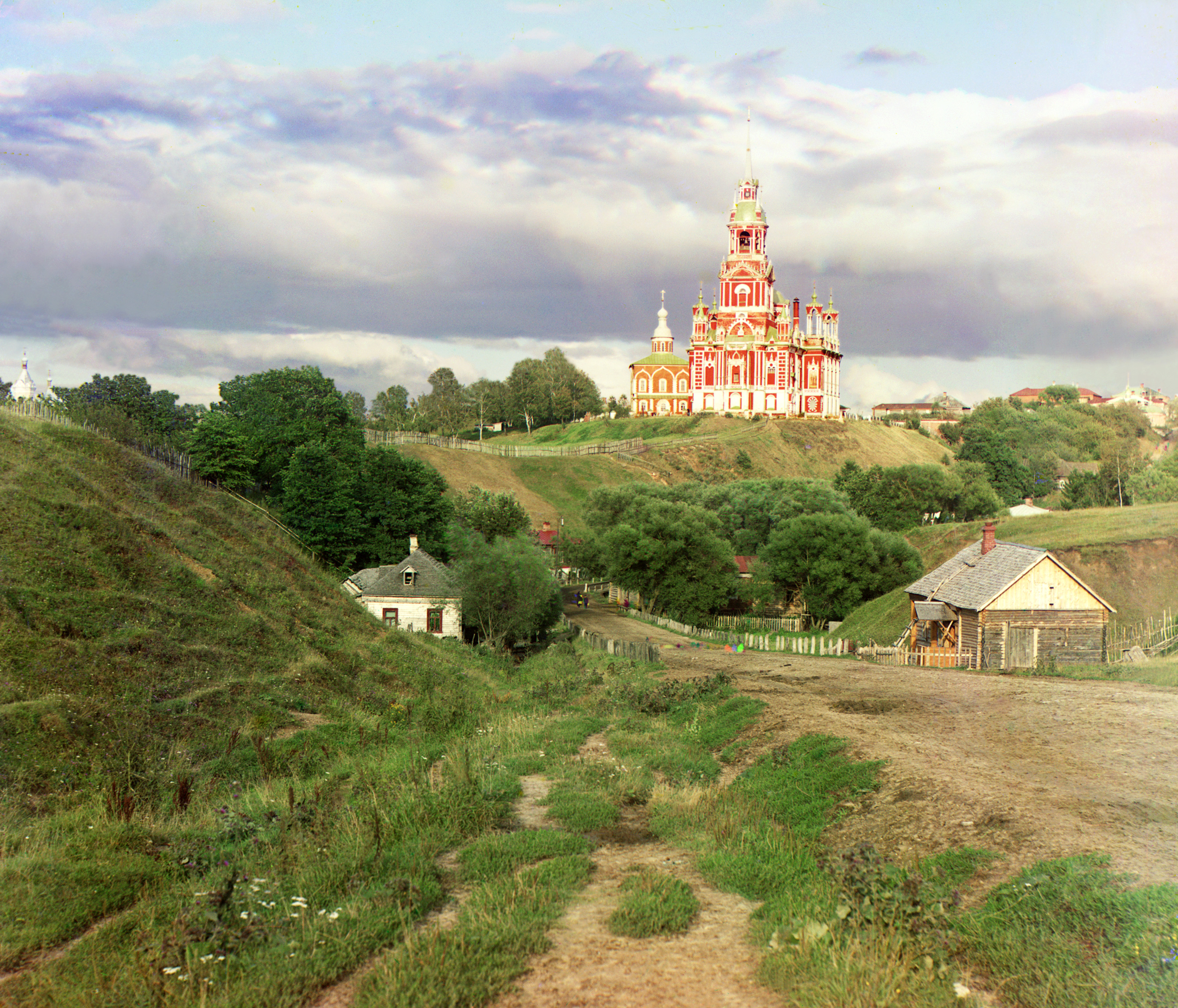
Sobór Zaśnięcia Matki Bożej w Możajsku – fotografia barwna z ok. 1910–1915 r.

Najpowszechniej występującym surowcem są piaski, gliny i wapienie.
Piaski powstały głównie w okresie czwartorzędu i kredy i charakteryzują się wysoką jakością umożliwiającą szerokie wykorzystanie ich w budownictwie. Część z nich (zwłaszcza w okolicy Lubierec) stanowią piaski kwarcowe, wykorzystywane w przemyśle szklarskim.
Dość powszechnie występujące w regionie gliny są szeroko wykorzystywane do produkcji cegieł. Wśród miejscowych glin są też białe gliny ogniotrwałe (złoża zwłaszcza w okolicy Gżela), od XIV wieku wykorzystywane do produkcji ceramiki (tzw. ceramika gżelska).
Wapienie z lokalnych złóż są od dawna znane jako „biały kamień”; są one łatwie o obróbce iposiadają wysoką jakość. Kamień ten wykorzystano do budowy wielu moskiewskich budowli, m.in. Teatru Wielkiego (Teatru Bolszoj). Prócz „białego kamienia” w regionie występują też złoża innych wapieni, w tym marmuropodobnego.
Ponadto w obwodzie moskiewskim istnieją pokłady dolomitów, trawertynu, kredy i marglu.
Obwód posiada także obfite złoża torfu (na Nizinie Mieszczorskiej) oraz soli potasowych.
W regionie istnieją pokłady fosforytów, charakteryzujących się wysoką zawartością kwasu fosforowego.
Na terenie obwodu znajdują się też źródła wód mineralnych, głównie żelazistych. Oprócz wód wypływających samoczynnie z ziemi na głębokości ok. 300–500 m istnieją liczne mineralne wody podziemne, a na głębokości 1000–1500 m odkryto obecność podziemnego słonego morza. Zbiornik ten (o zasoleniu do ok. 300‰) zajmuje duży obszar, zarówno pod powierzchnią obwodu moskiewskiego, jak i sąsiednich jednostek administracyjnych. Jego wody mogłyby (według analiz) być wykorzystywane m.in. w lokalnym przemyśle spożywczym i balneologii.

## Historia

### Historia ziemi moskiewskiej
Według badań archeologicznych obszar dzisiejszego obwodu był zamieszkany już 20 tys. lat temu. Na terenie regionu znajdują się też liczne kurhany i grodziska pochodzące z epoki żelaza. Aż do przełomu IX i X wieku tereny obwodu zajmowały plemiona ugrofińskie, zaś Słowianie pojawili się tutaj dopiero w X w. W połowie XII w. region wszedł w skład Księstwa Włodzimiersko-Suzdalskiego. Wtedy też założono szereg grodów, m.in.: Wołokołamsk (1135), Moskwę (1147), Zwienigorod (1152), Dmitrów (1154) i in. W pierwszej połowie XIII w. Ruś Włodzimiersko-Suzdalska, podobnie jak inne tereny Rusi została podbita przez Mongołów (Tatarów).
W XIII wieku niewielkie tereny wokół Moskwy stały się zalążkiem Księstwa Moskiewskiego, które w przyszłości powiększyło znacznie swe obszary i stało się główną siłą walczącą o wyzwolenie ruskich ziem z tatarsko-mongolskiego jarzma, a następnie zjednoczyło wszystkie ruskie ziemie. W 1340 Księstwo Moskiewskie stało się Wielkim Księstwem Moskiewskim. Pierwsze duże zwycięstwo nad Tatarami Rusini odnieśli w 1380 w bitwie na Kulikowym Polu nad Donem, pod wodzą pod księcia moskiewskiego i włodzimierskiego – Dymitra nazwanego później Dońskim.
Jeden z kolejnych władców – Iwan III w 1480 uniezależnił się całkowicie od dominacji tatarskiej Złotej Ordy – przestał płacić daninę chanowi tatarskiemu, a następnie odparł kilka odwetowych wypraw.
Za Iwana III księstwo powiększone zostało o Księstwa Jarosławskie oraz Nowogrodzkie i stało się jednolitym państwem narodowym; została rozbudowana jego stolica – Moskwa. Formalnie Wielkie Księstwo Moskiewskie istniało do 1547, kiedy to wielki książę Iwan IV Groźny przybrał tytuł cara Rosji.
Należy nadmienić, iż południowe skrawki obwodu moskiewskiego zostały podporządkowane władcom moskiewskim dopiero w 1520.
W XVIII/XIX w. rozwinął się tutaj przemysł lekki. W 1851 zbudowano pierwszą linię kolejową, łączącą Moskwę z Sankt Petersburgiem. Po powstaniu ZSRR i przeniesieniu stolicy z Piotrogodu (jak nazywał się od 1914 Sankt Petersburg) do Moskwy region ponownie stał się najważniejszym centrum gospodarczym, przemysłowym i kulturowym kraju.

### Przynależność administracyjna

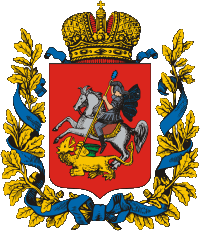
Herb guberni moskiewskiej

Historia obwodu moskiewskiego jako odrębnego bytu administracyjnego rozpoczęła się w 1708, kiedy to Piotr I utworzył gubernię moskiewską, obejmującą większość dzisiejszego obwodu. Obwód został utworzony 14 stycznia 1929. Od 1993 region stanowi jeden z podmiotów Federacji Rosyjskiej.

## Symbole regionu
Herb obwodu moskiewskiego nawiązuje do herbu dawnej guberni moskiewskiej, który z kolei został opracowany na podstawie herbu ówczesnej stolicy regionu – Moskwy.
Flaga obwodu na postać czerwonego prostokąta, z herbem regionu umieszczonym w lewym górnym rogu.

## Tablice rejestracyjne
Tablice pojazdów zarejestrowanych w obwodzie moskiewskim mają oznaczenie 50, 150 lub 90 w prawym górnym rogu nad flagą Rosji i literami RUS.